# Droit de vote des femmes
 (mai 2024).
Si vous disposez d'ouvrages ou d'articles de référence ou si vous connaissez des sites web de qualité traitant du thème abordé ici, merci de compléter l'article en donnant les références utiles à sa vérifiabilité et en les liant à la section « Notes et références ».

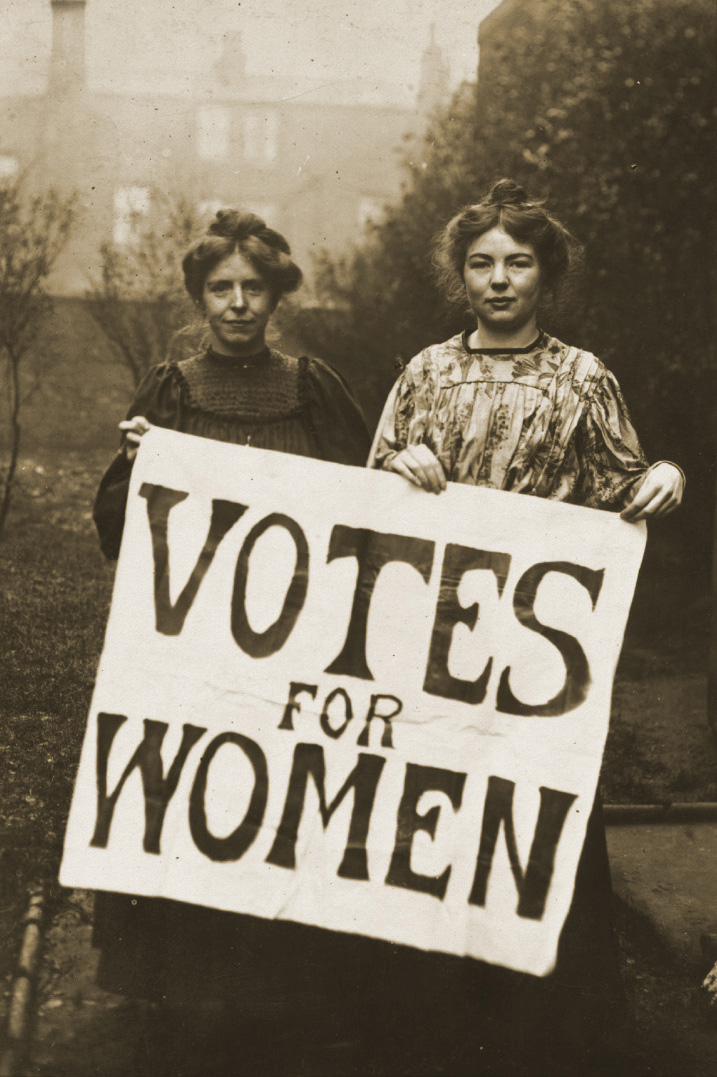
Les suffragettes britanniques Annie Kenney (g.) et Christabel Pankhurst manifestent pour le droit de vote des femmes, circa 1908.

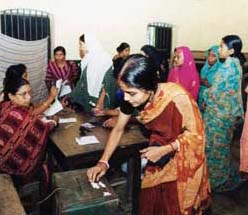
Femmes votant au Bangladesh (2004).

Le droit de vote des femmes est le produit d'une longue histoire qui s'inscrit dans l'histoire contemporaine. Dans le monde, le droit de vote des femmes s'est répandu à partir du début du XXe siècle. Le droit d'éligibilité s'est développé en parallèle.

## Chronologie

### Avant 1893
Avant le XXe siècle, quelques pays accordent partiellement ou provisoirement le droit de vote aux femmes :
- à Rome, en 1591, pendant le court pontificat du pape Innocent IX (novembre-décembre 1591), hommes et femmes de plus de 14 ans eurent le droit de vote[1] ;
- en Suède, entre 1718 et 1771, les femmes majeures célibataires ou veuves (les femmes mariées sont exclues), propriétaires, soumises à l'impôt et membres des guildes sont autorisées à participer aux élections locales et nationales. Ces droits sont annulés en 1758 pour les élections locales et en 1772 pour les élections nationales. Le droit de vote aux élections municipales est à nouveau accordé aux femmes majeures célibataires, imposables et propriétaires entre 1862 et 1919[2] ;
- la République de Corse en 1755, et jusqu'à sa chute en 1769, accorde implicitement le droit de vote aux femmes célibataires ou veuves (la majorité élective étant fixée à 25 ans)[3],[4] ;
- en France, sous l'Ancien Régime, les femmes légalement déclarées chefs de famille (veuves, célibataires ou en cas d’absence du mari) avaient jusqu'en 1789 le droit de vote dans les assemblées municipales[5],[6]. Dès 1302 et jusqu'en 1789, les femmes nobles propriétaires de fief et les mères abbesses étaient convoquées aux États généraux pour élire leurs représentants[7],[8]. Aux élections aux États généraux de 1789, les membres des communautés religieuses étaient admises à voter, ainsi que pour le Tiers État, les chefs d'exploitation agricoles ou d'entreprises, en ville, les membres des corps et communautés de métiers. Les femmes seront ensuite explicitement exclues du corps électoral à partir des élections à l'Assemblée législative de 1791 et jusqu'en 1945[9].

Des entités territoriales, infranationales, non étatiques ou non reconnues, ont également précédé de nombreux pays :
- l'État du New Jersey (États-Unis) de 1776 à 1807 sous la condition, comme pour les hommes, d'être elles-mêmes propriétaires[10],[11] ;
- le Bas-Canada (province coloniale britannique qui correspond partiellement aux actuels Québec et Labrador), à partir de 1791 et sous la condition, comme pour les hommes, d’être elles-mêmes propriétaires, restreint en 1834[2] et finalement retiré après les Rébellions de 1837-1838, en 1849[12],[13] ;
- les îles Pitcairn (dépendance du Royaume-Uni) en 1838 ;
- l'État mormon du Deseret (1847) (devenu l'Utah en 1850) ;
- la province de Vélez (Colombie) de 1853 à son intégration dans l'État fédéral de Santander en 1857[14] ;
- le territoire du Wyoming (États-Unis) en 1869 avec droit d'éligibilité[15]. Quelques mois plus tard en 1870, une femme est élue juge de paix à Laramie, la même année dans la même ville une autre est élue bailli de court (Court Baillif) ;
- le territoire de l'Utah (États-Unis) en 1870. Un acte du Congrès fédéral le supprimera en 1887 ;
- l'île de Man (dépendance du Royaume-Uni) en 1881[16] ;
- le territoire de Washington en 1883, supprimé par la Cour suprême fédérale en 1887 ;
- le Wyoming en tant qu'État en 1890 ;
- le Colorado (États-Unis) en 1893[17] ;
- les îles Cook (protectorat britannique) en 1893[18] ;
- l'Australie-Méridionale (colonie britannique autonome) dès 1894. En 1895, l'Australie-Méridionale devient l'un des premiers territoires au monde à permettre aux femmes d'être candidates, lors des élections législatives ;
- l'Utah (admission dans l'Union) et Idaho (États-Unis) en 1896.

### Depuis 1893

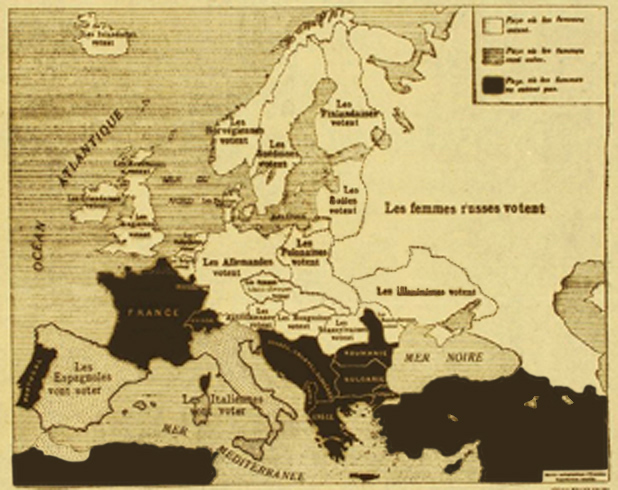
Carte de l'Union française pour le suffrage des femmes de mai 1919 : en blanc les territoires européens où elles votaient déjà, en noir ceux où elles ne votaient pas encore, en pointillés ceux où elles espéraient voter bientôt.

Le droit de vote est progressivement accordé aux femmes dans la majorité des pays à partir du début du XXe siècle (liste non exhaustive après 1940).

#### États précurseurs

##### Pays
- 1893 : la Nouvelle-Zélande adopte le suffrage universel, permettant aux femmes[19] (y compris les femmes maori) de voter lors des élections législatives cette année-là. Mais les Néo-Zélandaises doivent toutefois attendre 1919 pour obtenir le droit de se porter candidates[20].
- 1901 : l'Australie, à la suite de son unification et indépendance, étend les droits de vote et d'éligibilité des femmes, obtenus auparavant en Australie-Méridionale, à tout son territoire (exercé pour la première fois pour les élections fédérales en 1902), sauf en Tasmanie (1903). Toutefois, ce droit ne s'applique alors qu'aux femmes blanches. Les femmes aborigènes, notamment, en sont exclues au même titre que les hommes aborigènes[21],[22]. Quatre femmes se portent candidates lors des élections fédérales australiennes de 1903, mais aucune n'est élue[22]. Les Aborigènes obtiennent ce droit en 1962[23].

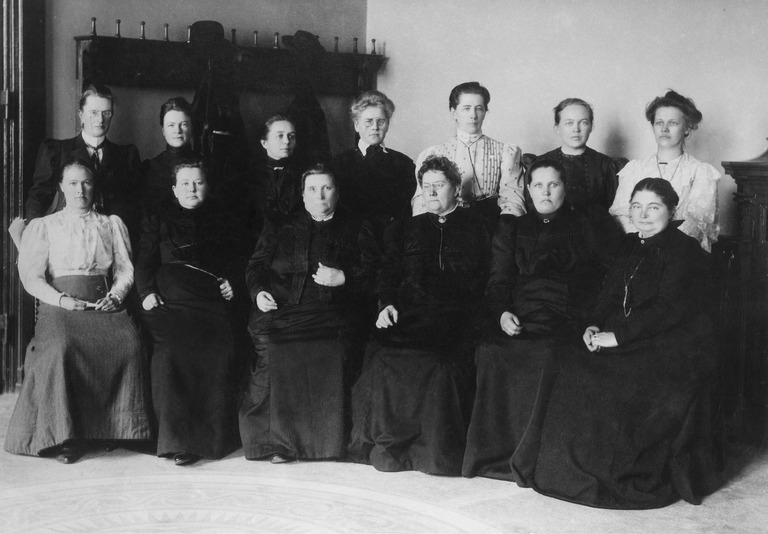
Treize des 19 femmes élues députées en 1907 en Finlande.

- 1906 : premier pays en Europe à évoluer vers le droit de vote des femmes[19], la Finlande, à l'époque le grand-duché de Finlande (nation autonome au sein de l'Empire russe), adopte le suffrage universel, sans restrictions sexuelles[19], sociales ni raciales, pour l'élection du Parlement (avec éligibilité égale des femmes et des hommes). Le suffrage universel est également adopté en 1906 aux Nouvelles-Hébrides (id.)[24],[25]. Les élections législatives finlandaises de 1907 sont les premières au monde où des femmes (au nombre de dix-neuf) sont élues.
- 11 juin 1913 : Norvège[26],[25].
- 1915 : Danemark (y compris l'Islande)[27],[25].

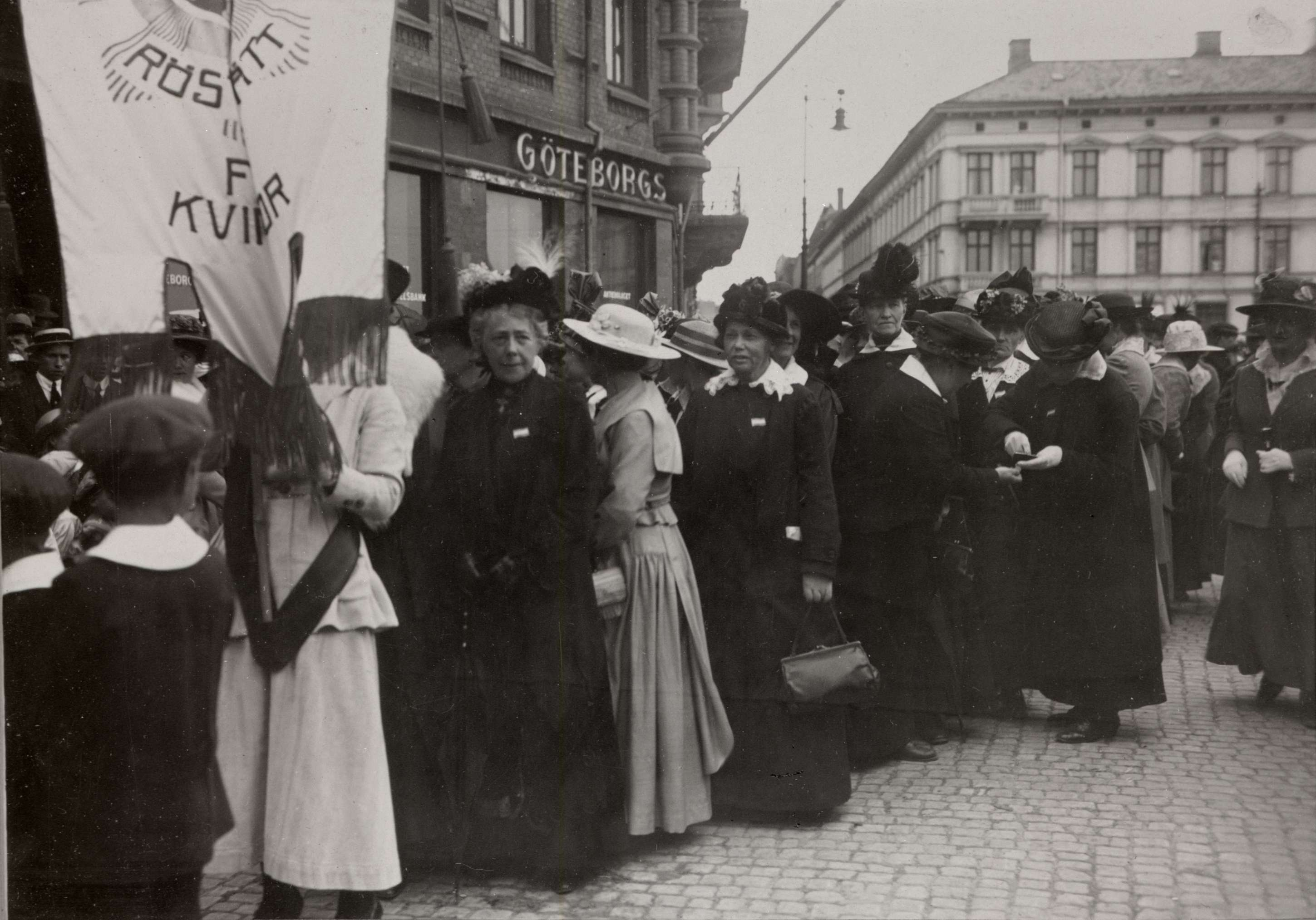
Manifestation pour le droit de vote des femmes à Göteborg (Suède) en juin 1918.

- 1917 : Russie (Gouvernement provisoire)[25]. L'Uruguay devient aussi cette année-là (1917) le premier pays du continent américain à entériner le droit de vote des femmes dans sa constitution[19].

##### Territoires
- 1910 : l'État de Washington.
- 1911 : la Californie.
- 1912 : Arizona, Kansas et le territoire de l'Alaska.
- 28 janvier 1916 : le Manitoba, première province du Canada à accorder en permanence ce droit aux femmes[28].
- 1917 : en application de la Loi sur le service militaire et de la Loi sur les élections militaires adoptées le 20 septembre 1917, les femmes militaires ainsi que les femmes de la famille des militaires canadiens déployées outre-mer lors de la Première Guerre mondiale peuvent exercer leur droit de vote aux élections fédérales du 19 décembre 1917.

#### Après la Première Guerre mondiale
- 1918 :
  - Arménie[29].
  - Hongrie : le gouvernement Kàrolyi accorde le droit de vote aux femmes à partir de l'âge de 24 ans.
  - Canada, au niveau fédéral[30]. Au niveau provincial, la plupart des provinces ont reconnu le droit de vote des femmes au niveau provincial entre 1916 et 1922, mais seulement en 1940 au Québec.
  - Royaume-Uni de Grande-Bretagne et d’Irlande, avec le Representation of the People Act 1918, accorde, le 7 février 1918, un droit de vote censitaire aux femmes à partir de l’âge de 30 ans. En 1928, leur statut sera aligné sur celui des hommes[25].
  - Tchécoslovaquie.
  - Pologne (28 novembre 1918).
  - Roumanie (uniquement dans les provinces de Transylvanie, Bucovine et Bessarabie, femmes non éligibles)[31].
  - Géorgie.
  - Azerbaïdjan : premier pays majoritairement musulman à accorder le droit de vote aux femmes, avec l'instauration d'une république laïque[32].
  - Autriche, 1er novembre 1918.
  - Lituanie, 2 novembre 1918.
  - Lettonie[25]
  - Estonie[25]
  - Allemagne, 30 novembre 1918[33].
- 1919 :
  - Pays-Bas (éligibilité dès 1917).
  - Luxembourg.
  - Belgique (limité aux veuves et héroïnes de guerre puis, dès 1920, pour toutes les femmes aux élections communales et provinciales. En 1921, la Constitution autorise l'électorat pour les femmes aux élections législatives par un vote à la majorité des deux tiers. Finalement, c'est seulement en 1948 que la loi est votée)[34].
  - de nouveau en Suède, de façon définitive (avec de premières élections en 1921)[2].
  - en Nouvelle-Zélande, le droit de vote, déjà obtenu en 1893, est complété par le droit d'éligibilité.
  - Régence italienne du Carnaro[35][source insuffisante]
- 1920 :
  - Albanie.
  - États-Unis, XIXe amendement, (proposé le 4 juin 1919 et ratifié le 18 août 1920) : droit de vote souvent restreint pour les femmes non-blanches jusqu'au Voting Rights Act de 1965[23].

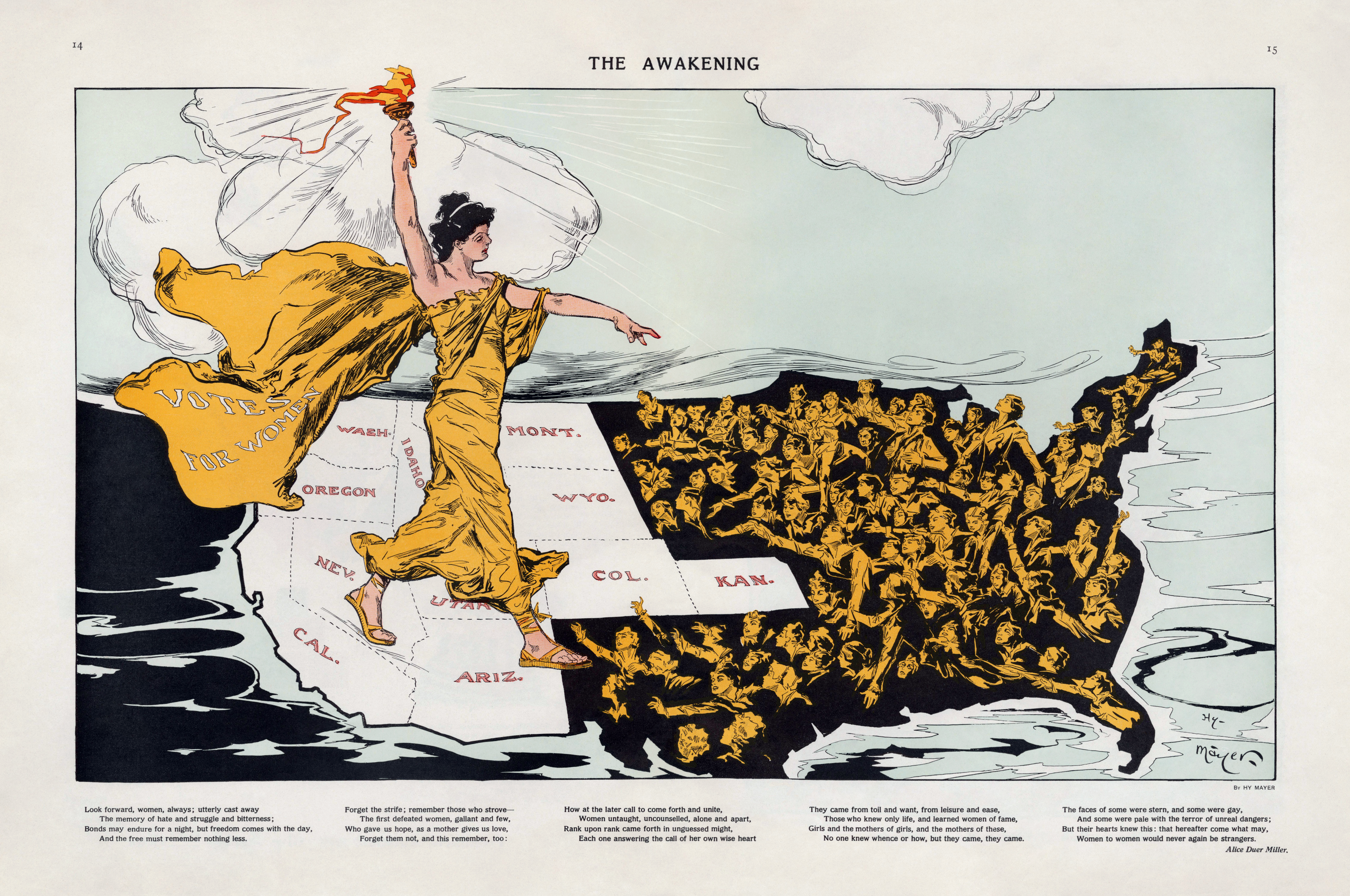
Henry Mayer, The Awakening (1915). En blanc, les États qui ont autorisé le vote des femmes.
En dessous : poème d'Alice Duer Miller.

- 1922 : État libre d’Irlande, dès 21 ans, comme les hommes[36].
- 1923 : Roumanie (électrices, mais non éligibles)[37].
- 1923 : en Asie, c'est la Mongolie qui est pionnière sur ce droit de vote des femmes[19].
- 1924
  - Espagne (sauf pour les femmes mariées ou prostituées)[38],[39]
- 1926 : Liban[40] (partiel).

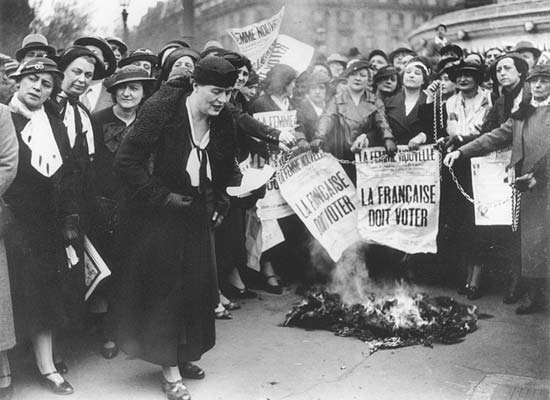
Louise Weiss et les suffragettes en 1935.

- 1928 : Royaume-Uni, droit de vote étendu à toutes les femmes âgées de plus de 21 ans.
- 1929 : Équateur.
- 1930 :
  - Afrique du Sud (pour les femmes blanches)[40],
  - Turquie (droit de vote aux élections municipales[41] ; loi votée le 6 décembre 1929[42]).
  - Grèce (élections municipales).
- 1931 : Portugal, il est reconnu aux femmes diplômées de l’enseignement secondaire[23], alors que pour les hommes il est uniquement demandé de savoir lire et écrire. Il est étendu à l'ensemble des femmes en 1974.
- 1931 :
  - Sri Lanka.
  - Espagne : les femmes ne votent pas aux élections de 1931 (bien que désormais éligibles), convoquées pour former l'Assemblée constituante de la Seconde République espagnole, mais obtiennent le droit de vote cette même année. Elles voteront pour la première fois en 1933. Le régime franquiste (1936-1975) maintiendra le droit de vote des femmes[38].
- 1932 :
  - Roumanie (droit de vote universel et éligibilité)[37].
  - Thaïlande.
  - Maldives.
  - Brésil[43].

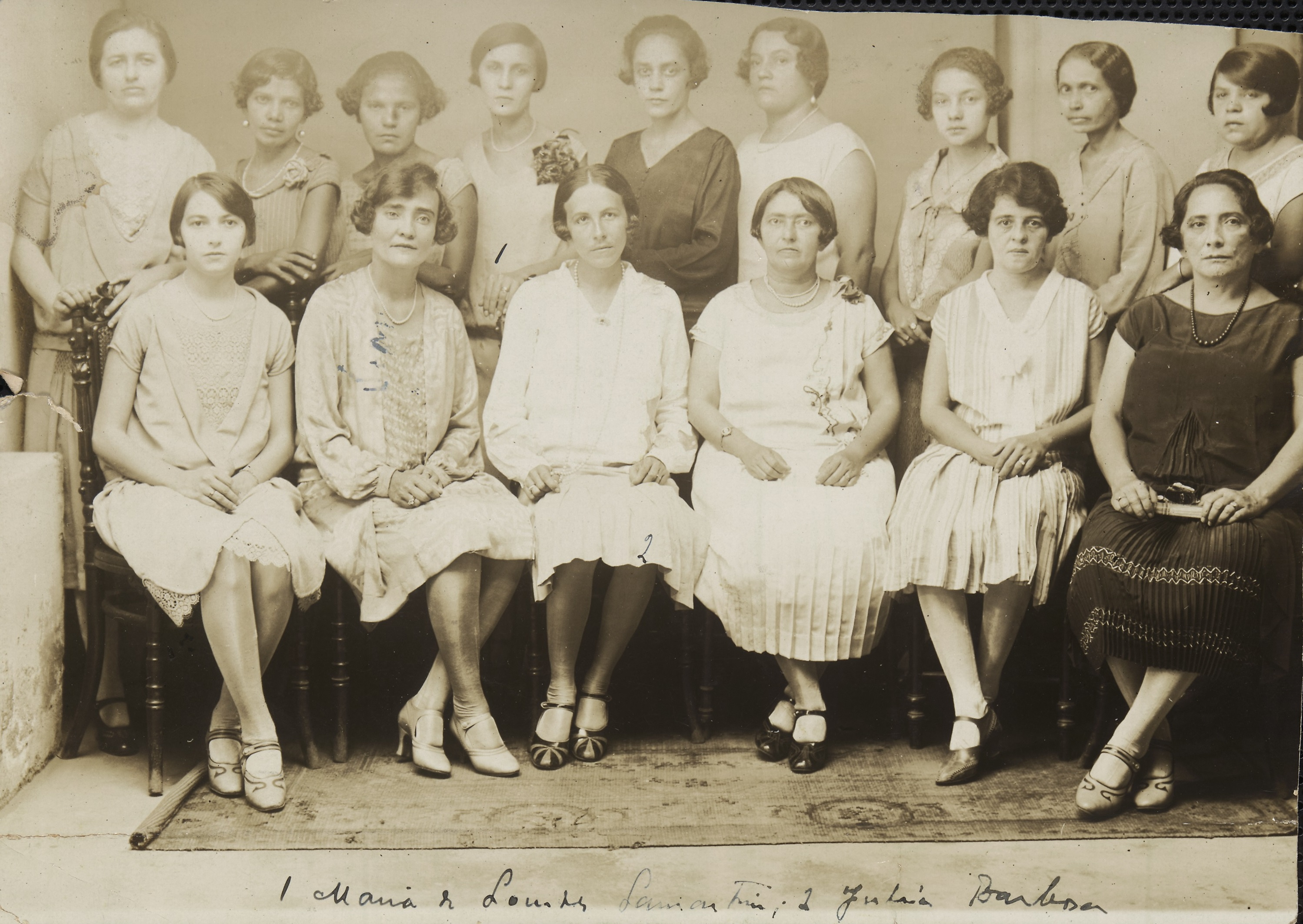
Premières électrices du Brésil dans le Rio Grande do Norte.

- 1933 : Espagne (voir élections générales espagnoles de 1933)

- 1934 :
  - Cuba.
  - Turquie (droit de vote étendu et éligibilité)[41].
- 1935 :
  - Birmanie.
  - Inde (partiel : les femmes doivent être alphabètes et propriétaires de biens[23]),
  - Philippines (sur l’avis d’un référendum réservé aux femmes qui récolte plus de 95 % de oui).
- 1938 :
  - Bolivie.
  - Ouzbékistan.
- 1939 : Salvador.
- 1940 : élections provinciales au Québec[44], sous la pression du mouvement féministe mené par Thérèse Casgrain[45].
- 1941 : Panama (limité, conditionné par le niveau d'éducation)[46].
- 1942 : République dominicaine.

#### À la fin et après la Seconde Guerre mondiale
- 1944 :
  - Bulgarie.
  - France (voir ci-dessous)[47].
- 1945 :
  - Yougoslavie.
  - Italie.

- 1946 :
  - Japon

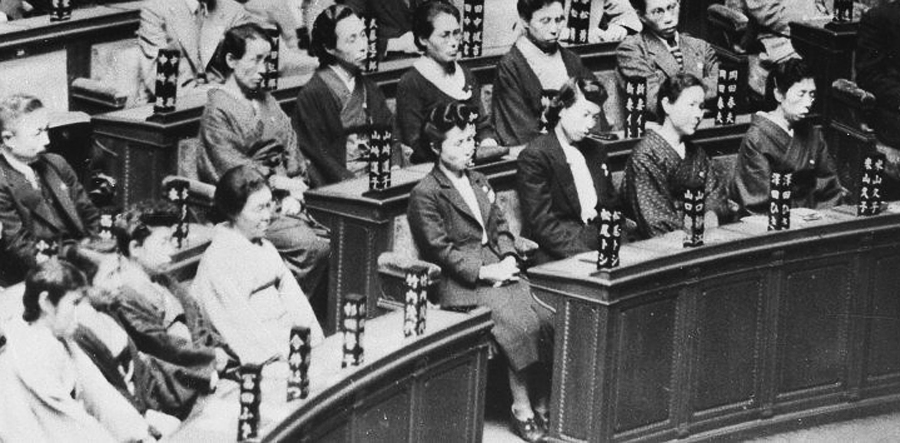
Premières parlementaires élues au Japon, en 1946.

  - Espagne (pour les femmes mariées[40]).
  - Panama (suffrage pour toutes les femmes)[46].
- 1947 :
  - Argentine.
  - Venezuela.
- 1948 :
  - Belgique : loi du 27 mars 1948 relative au droit de vote des femmes aux chambres législatives (en 1920, il n’est reconnu que pour les élections communales).
  - Israël (il est reconnu aux femmes dès la déclaration d’indépendance prononcée par David Ben Gourion).
- 1949 : Chili[48].

#### Décolonisations et derniers pays occidentaux
- 1950 :
  - Haïti (grâce à l'appui de certains hommes progressistes au Parlement. Les femmes ont cependant véritablement voté de façon démocratique à partir des élections de 1990[49]).
  - Inde (la Constitution supprime les restrictions de 1935)[23]
- 1952 :
  - Liban (réservé aux femmes titulaires d'un certificat d'études primaires jusqu'en 1957)[50].
  - Grèce[25].
  - Bolivie[51].
- 1953 : Mexique.
- 1954 :
  - Bélize.
  - Colombie (le 25 août)[52],[53].
  - Pakistan.
  - Syrie.
- 1955 :
  - Égypte.
  - Honduras.
  - Nicaragua.
  - Pérou.
- 1956 : Tunisie[54]
- 1957 :
  - Liban (universel).
- 1958 :
  - Algérie française[55],[56].
  - Guinée.
- 1959 :
  - Brunei (seulement pour les élections locales, comme pour les hommes).
  - canton de Vaud, premier canton suisse, au niveau cantonal, voté par le corps électoral masculin (voir aussi suffrage féminin en Suisse).
- 1960 : Tonga[57].
- 1961 : Paraguay.
- 1962 : Monaco.

- 1963 :
  - Afghanistan.
  - Iran.
  - Maroc[58]

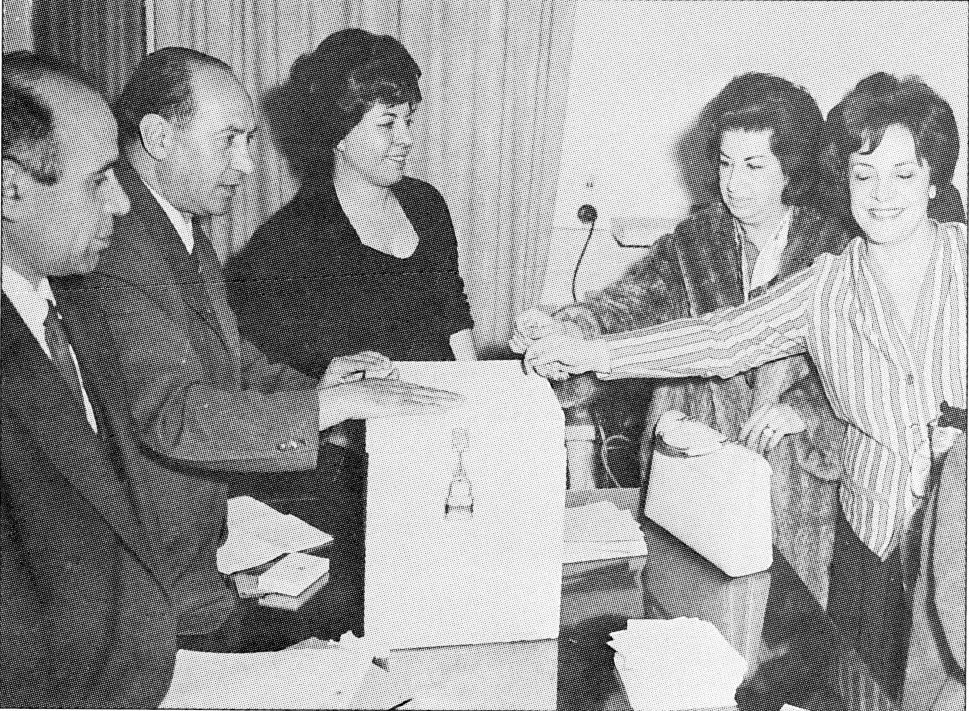
Femmes votant pour la première fois en Iran, en 1963.

- 1965 : États-Unis : droit de vote sans restriction aucune (Voting Rights Act), l'ouvrant notamment aux Afro-Américaines et à d'autres minorités[23], prorogé en 2006 pour 25 ans.
- 1970 :
  - Andorre.
  - Irak.
- 1971 : Suisse, droit de vote et d'éligibilité accordé pour le seul niveau fédéral. Au niveau cantonal, le droit de vote est accordé sur la période allant de 1959 à 1990 (voir suffrage féminin en Suisse), le dernier concerné étant celui d'Appenzell-Rhodes-Intérieures où le droit de vote n'est accordé qu'en 1990 à la suite d'une décision du Tribunal fédéral[59].
- 1974 : Portugal (universel).
- 1975 : Espagne (universel[40]).
- 1979 : Nigeria (censitaire à partir de 1951, universel dans le sud du pays à partir de 1959, universel dans tout le pays à partir de 1979[60]).
- 1984 : Liechtenstein, second pays (avec la Suisse) dont le droit de vote aux femmes a été voté par le corps électoral masculin.
- 1984 : Afrique du Sud (pour les femmes métisses)[40].

#### Derniers États
- 1990 :
  - Samoa (instauration du suffrage universel pour les hommes également)[61].
  - Suisse (Appenzell Rhodes-Intérieures, le dernier canton à refuser le droit de vote aux femmes, par décision du Tribunal fédéral).
- 1994 : Afrique du Sud (pour les femmes noires)[40].
- 1999 : Qatar.
- 2002 : Bahreïn (officiellement autorisé en 1973 mais exercé seulement depuis 2002[23]).
- 2003 : Oman (officiellement autorisé en 1994 mais exercé seulement depuis 2003[23]).
- 2005 : Koweït.
- 2006 : Émirats arabes unis (droit de vote limité jusqu'en 2010).
- 2007-2008 : Bhoutan.
- 2011 : Arabie saoudite, mais seules les élections municipales donnent lieu à un vote[62].

Quelques pays sont dans des situations particulières :
- au Brunei[19] et en Arabie saoudite, il n’y a pas d’élections nationales, et les femmes tout comme les hommes ne disposent d'un droit de vote que pour les élections locales ;
- au Vatican, monarchie élective absolue, l'accès au collège électoral (conclave) est réservé aux cardinaux et comme l'Église catholique romaine n'ordonne pas de femme, elles sont de facto privées du droit de vote. En revanche, au synode des évêques, une femme acquiert pour la première fois le droit de vote en 2021 (Nathalie Becquart ayant été nommée sous-secrétaire du synode)[63] ;
- en Afghanistan et au Yémen, les femmes ont perdu le droit de vote[19] ;
- en Corée du Nord, pour les femmes comme pour les hommes, le droit de vote est de fait assez réduit : les candidats autorisés sont uniquement les candidats du parti au pouvoir[19].

On peut également citer une entité autonome grecque dans le cadre des situations particulières : la communauté monastique du Mont-Athos en Grèce étant interdite aux femmes (et « à toute créature femelle à l'exception des poules et des chattes », précise la règle de l’Abaton), de facto seuls les hommes y ont le droit de vote.

### Initiatives internationales
- 1904 : création de l'Alliance internationale pour le suffrage des femmes, que préside la féministe américaine Carrie Chapman Catt[40].
- 1910 : lors de la deuxième conférence internationale des femmes socialistes à Copenhague, la féministe allemande Clara Zetkin propose la création de la « Journée internationale de la lutte pour le droit des femmes », une journée de manifestation annuelle afin de militer pour le droit de vote, l'égalité entre les sexes, et le socialisme. Cette initiative est à l'origine de la journée internationale des droits des femmes, manifestation qui se déroule tous les ans le 8 mars[40].

## Par pays

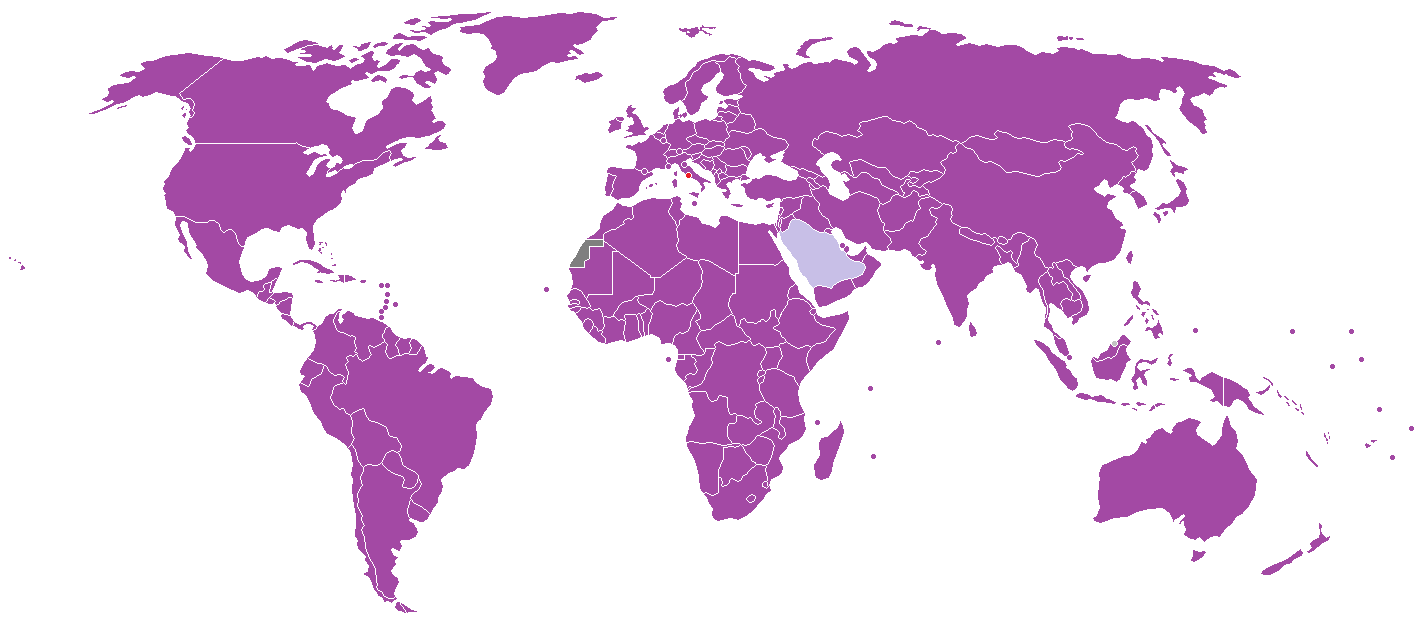
Droit des femmes à voter dans le monde (depuis décembre 2012) :
autorisé pleinement
autorisé mais seulement au niveau local (pas d'élections nationales)
interdit (Vatican)

### Arabie saoudite
Le droit de vote ne s'applique (aux hommes et aux femmes) en Arabie saoudite que pour les élections locales, le parlement n'étant pas élu mais désigné par le roi. En 2011, le roi accorde le droit de vote aux femmes et le droit d'éligibilité à celles titulaires d'un diplôme d'enseignement supérieur, avec pour date d'effet les élections municipales de décembre 2015. La mise en place de ce droit est difficile, les formulaires d'inscription sur les listes exigeant la production de justificatifs de domicile tels que factures d'électricité émises au nom de la future électrice, ce dont en général elles ne disposent pas. Au 2 novembre 2015, sur 4,5 millions d'électrices potentielles, seules 132 000 sont inscrites.
La loi prévoit par ailleurs une stricte séparation des hommes et des femmes, aussi bien dans les salles de vote que lors de la campagne électorale : les hommes ne peuvent présenter leur programme aux femmes que par vidéo interposée, et réciproquement. Pour résoudre la question polémique de la possibilité de diffuser la photo d'une femme sur une affiche électorale, il est décidé que les photos seront interdites aux membres des deux sexes. Mille femmes se portent candidates, contre 6 428 hommes. Une femme est élue dans la région de La Mecque le 12 décembre 2015, ce qui est une première dans ce pays. Vingt femmes au total sont élues.
En 2015, le 12 décembre, les femmes d'Arabie saoudite ont pu voter, alors que le pays était l'un des derniers où elles ne le pouvaient pas. Les hommes, comme les femmes, y sont privés du droit de vote au niveau national (le pays étant une monarchie absolue avec un corps législatif nommé par le roi), mais les hommes pouvaient voter aux élections municipales. Ce droit, ainsi que le droit de se porter candidates aux municipales, a été accordé en 2011 et a été appliqué en décembre 2015,,.

### Brunei
À Brunei, monarchie absolue, ni les hommes ni les femmes n'ont le droit de vote aux élections nationales : ce droit (commun) ne s'applique qu'aux élections locales.

### Belgique
En Belgique, le suffrage universel est instauré en 1893 mais il est encore réservé aux hommes. La lutte pour le droit de vote des femmes y est moins virulente qu'en Angleterre ou aux États-Unis, mais aussi moins efficace. La Ligue belge du droit des femmes met en veilleuse la revendication du droit de vote afin de ne pas provoquer d'hostilités. Le Parti ouvrier belge, qui soutenait la demande, fait finalement volte-face en 1902.
En 1910, les femmes obtiennent le droit de vote et d'éligibilité aux élections des Conseils de prud'hommes.
Louise Van de Plas crée en 1912 la Ligue catholique du suffrage féminin avec le soutien de Maria Elizabeth Belpaire et Cyrille Van Overbergh. Des conservateurs catholiques et des démocrates-chrétiens sont en faveur du suffrage féminin, par stratégie politique.
En 1913, la Fédération belge pour le suffrage des femmes, dirigée par Jane Brigode, Elise Soyer, Louise Van den Plas et Céline Dangotte-Limbosch regroupe les différents mouvements suffragistes. Elle organise des manifestations, des pétitions et des conférences dans tout le pays avec la collaboration du Conseil national des femmes belges.

#### L'entre deux guerres
Le rôle des femmes durant la Première Guerre mondiale leur vaut tout de même une certaine reconnaissance, notamment dans l'attribution d'un droit de vote limité. Dans son discours du trône du 22 novembre 1918, le roi Albert proclame : « L'égalité dans la souffrance et la persévérance pendant l'occupation et au front a également suscité une égalité dans les droits politiques ».
De 1919 à 1921, de nombreux petits pas sont faits vers le droit de vote, sans toutefois aller jusqu'au bout et moyennant de longues négociations entre les trois partis traditionnels du pays. Les socialistes réclament le suffrage universel masculin et les catholiques imposent en contrepartie le suffrage communal des femmes.
L'article 2 de la loi du 9 mai 1919 accorde le droit de vote, pour la Chambre et le Sénat, aux veuves non remariées des militaires et des victimes de la guerre ainsi qu'aux citoyens tués par l'ennemi ou, à leur défaut, aux mères de ces victimes et aux femmes condamnées à la prison pendant la guerre pour des motifs d'ordre patriotique. Le 16 novembre 1919 ont lieu les premières élections auxquelles les femmes concernées peuvent participer.
La révision de la constitution de 1920 accorde le suffrage universel aux hommes et prévoit la « possibilité » de l'accorder aux femmes, moyennant l'adoption d'une loi à la majorité des deux tiers.
La loi du 15 avril 1920 accorde le droit de vote à toutes les femmes aux élections communales et provinciales sous les mêmes conditions que celles imposées aux hommes. Elles doivent donc être âgées de plus de 21 ans, habiter depuis au moins 6 mois dans la commune et être citoyennes belges.
La loi du 19 février 1921 accorde aux femmes le droit d'être élues au sein du conseil communal. Aux élections communales suivantes, le 24 avril 1921, 181 conseillères communales sont élues. Ce nombre stagne ensuite puisqu'en 1938, elles ne sont toujours que 208.
La loi du 27 août 1921 leur donne le droit d'exercer les fonctions de bourgmestres, échevin, secrétaire communale et receveur, avec toutefois l'accord de leur époux pour les femmes mariées. Quatre femmes sont alors élues bourgmestres.

#### Les femmes élues au Parlement
Paradoxalement, les femmes, qui n'ont pas le droit de suffrage, sont éligibles à la Chambre (1920) et au Sénat (loi de 15 octobre 1921) ainsi qu'au Conseil provincial. Plusieurs femmes sont donc élues ou cooptées (pour le Sénat) : Marie Spaak-Janson est la première femme membre du Sénat, cooptée pour le Parti ouvrier belge, et Lucie Dejardin, la première élue à la Chambre. Maria Baers, Alice Degeer-Adère et Odila Maréchal-Van den Berghe les suivent quelques années plus tard.
Les femmes élues au Parlement défendent les droits des femmes à l'égalité. Isabelle Blume-Grégoire s'attaque à la violence contre les femmes et les enfants et demande la suppression de la réglementation contre la prostitution. Maria Baers veut améliorer les conditions de travail des ouvrières et leur formation professionnelle. Elle est à l'origine de la protection légale du titre d'assistant social (1945).
Cependant, les élues ne se mobilisent pas tout de suite pour le suffrage féminin aux élections législatives. La première proposition de loi dans ce sens sera déposée en 1939.

#### Droit de vote
La loi du 27 mars 1948 accorde le droit de vote aux femmes mais leur participation politique reste modeste. Le 26 juin 1949, les femmes peuvent, pour la première fois, participer à une élection législative, sans que cela entraîne de différences dans les résultats des élections, comme certains le craignaient.
Entre 1949 et 1971, les femmes parlementaires représentent entre 2 et 4 % des députés. Les femmes continuent à frayer leur chemin au sein des partis politiques et obtiennent progressivement des postes dans les gouvernements.
Marguerite De Riemaecker-Legot est la première femme à faire partie du gouvernement en 1965. Elle est ministre de la Famille et du Logement. Maria Verlackt et Irène Pétry seront ensuite secrétaires d'État.

#### Les femmes et les partis politiques
L'accès des femmes au suffrage n'a cependant pas résolu la question de leur représentation au Parlement. À la fin des années 1960, seulement 3 % des élus sont des femmes. Ce n'est qu'au début des années 1970 qu'une revendication émerge pour une meilleure représentation politique.
À l'occasion des élections législatives de 1974, la campagne « Votez pour une femme », menée par les organisations féministes, remporte un certain succès. Pourtant, certaines femmes doutent de l'efficacité du vote préférentiel pour une candidate, les organisations traditionnelles de femmes socialistes et les groupes féministes d'extrême gauche conseillent à leurs membres et sympathisantes de voter à gauche avant de voter femme.
Quoi qu'il en soit, ces élections de 1974 voient 26 femmes entrer au Parlement, soit deux fois plus que pour la législature précédente.
Le Nederlandstalige Vrouwenraad (Conseil des femmes néerlandophones, NVR) relance une campagne « Votez femme » pour les élections nationales du 8 novembre 1981 en l'adaptant à la diversité des partis. Lors des élections législatives de 1985 et 1987, les organisations de femmes ne mènent pas de campagne médiatisée au niveau national. Mais le slogan « Votez femme » fait son chemin dans les différents partis politiques.
Après les pionnières de années 1960, les femmes renforcent leur présence dans les gouvernements. En 1973-1974, Marie Verlackt-Gevaert est secrétaire d'État à la Famille, en 1974-1979, Rika De Backer-Van Ocken est ministre de la Culture flamande et présidente de l'exécutif flamand, en 1979-1980, Lydia De Pauw-Deveen est secrétaire d'État aux Affaires bruxelloises. Antoinette Spaak, Marijke van Hemeldonck, Miet Smet, Paula D'Hondt, Annemie Neyts, Lucienne Herman-Michielsens ou encore Anne-Marie Lizin sont d'autres figures politiques féminines notables qui ont commencé leur carrière à cette époque et contribué au changement des mentalités.

#### Les partis de femmes
Le Parti féministe unifié-Verenigde feministische Partij, premier parti de femmes, créé en 1972 par Nina Ariel, Claire Bihin et Adèle Hauwel en réaction au manque d'ouverture des partis traditionnels, présente une liste aux élections législatives de 1974. Il divise le mouvement des femmes, certaines y voyant une ségrégation. Le parti féministe n'obtient cependant qu'un faible résultat et aucune élue. Un autre parti de femmes, Evenwaardigheid voor Allen (Égalité pour tous, EVA) obtient deux sièges aux élections communales de 1988, à Lierre. C'est le seul parti féminin à avoir eu un peu de succès.

#### La parité
Malgré des progrès significatifs, la parité est loin d'être atteinte dans le monde politique. Lors des élections communales du 9 octobre 1988, le secrétariat d’État à l'Environnement et à l’Émancipation sociale lance une campagne appelant à voter pour « plus d'équilibre », introduisant ainsi l'idée de démocratie paritaire avec une représentation de 50 % de femmes en politique.
En 1982, Paula d'Hondt dépose, sans succès, une proposition de loi visant à garantir aux femmes un quart des places sur les listes électorales communales. En 1994, la loi Smet-Tobback introduit des quotas dans les listes électorales dans le but d'améliorer la participation politique des femmes. Une liste électorale ne peut comporter plus de deux tiers de candidats du même sexe. Le résultat des élections de 1999 montre cependant que la loi n'a pas permis de réaliser l'équilibre escompté mais elle est le point de départ d'autres tentatives législatives visant à une participation équilibrée des femmes et des hommes à la vie politique. En 2003, une nouvelle loi impose que les deux premiers candidats d'une liste soient de sexe différent. Le nombre d'élues à la Chambre passe alors de 19,3 % en 1999 à 34,7 % en 2003. Au Sénat, elles représentent 37,5 % des élus.

### Canada
Le droit de vote a été accordé aux femmes à divers moments dans l'histoire canadienne. Avant même la formation de la Confédération, certaines colonies accordaient le droit de vote en fonction du statut de propriétaire, et ce, sans égard au genre. Cependant, au cours du XIXe siècle, les femmes perdent ces droits dans toutes les régions du pays. Ce n'est que le 24 mai 1918 que le suffrage universel est officiellement introduit par le gouvernement conservateur de Sir Robert Borden.

#### Les mouvements suffragistes
Vers la fin du XIXe siècle, le Canada assiste à l'émergence de groupes militants pour le suffrage féminin. Contrairement à d'autres pays occidentaux, au Canada, ces différents groupes sont principalement actifs au niveau provincial, et ce, à cause de la jeunesse du pays, de son immense territoire peu peuplé et de son gouvernement décentralisé.

#### La Première Guerre mondiale
En 1917, dans le contexte de la Première Guerre mondiale, certaines femmes canadiennes obtiennent le droit de vote au niveau fédéral. Constatant une diminution du nombre d'hommes s'enrôlant dans l'armée canadienne, le gouvernement fédéral souhaite instaurer la conscription, c'est-à-dire l'imposition du service militaire obligatoire, mais cette mesure est impopulaire parmi la population. En réponse, le gouvernement canadien adopte la Loi des élections en temps de guerre, qui accorde le droit de vote à certaines femmes liées aux forces armées canadiennes. Passée juste avant les élections fédérales prévues pour les mois suivants, cette loi vise à obtenir le soutien de nouvelles électrices et à assurer la réélection du gouvernement conservateur au pouvoir.

#### Le poids des provinces
Au début du XXe siècle, chaque province du Canada établit ses propres critères de qualification électorale, aussi bien au niveau provincial que fédéral. Le nombre d'électeurs dans une province détermine directement le nombre de circonscriptions électorales qu'elle possède. Par conséquent, si une province élargit le droit de vote aux femmes, elle risque d'être surreprésentée au niveau fédéral. Le gouvernement fédéral, souhaitant éviter que les provinces ayant déjà accordé le droit de vote aux femmes exercent un pouvoir disproportionné, élargit le droit de vote à toutes les femmes non autochtones âgées de 21 ans et plus, sous prétexte qu'elles ont mérité ce droit grâce à leur implication dans la Première Guerre mondiale.

#### Droit de vote
Le 24 mai 1918, les Canadiennes non autochtones âgées de 21 ans et plus obtiennent le droit de voter aux élections fédérales. Bien que la loi n'exclue pas explicitement les femmes racisées, elle stipule que le droit de vote aux élections fédérales doit respecter les législations provinciales. Ainsi, de nombreuses Canadiennes appartenant à des groupes minoritaires se retrouvent de facto exclues.

### États-Unis

#### XIXesiècle

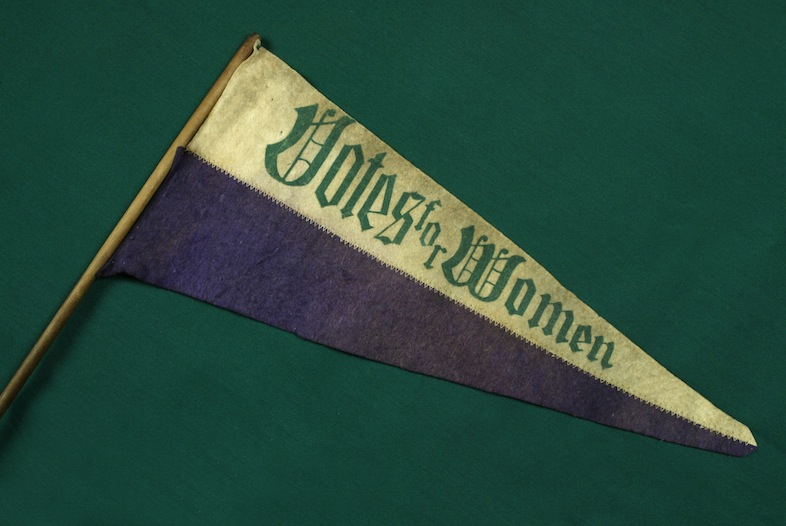
Un fanion « Votes for Women ».

Avant la révolution américaine, quelques femmes pouvaient voter dans une partie des colonies américaines. Par ailleurs, chez certains Amérindiens, elles disposaient d'un grand pouvoir politique.
Le droit de vote des femmes a pour l'origine le mouvement abolitionniste, dans lequel beaucoup d'Américaines s'impliquèrent, notamment par l'intermédiaire de certaines Églises, comme les Quakers. Au fil du temps, ce premier féminisme américain se lie aussi avec les Ligues de tempérance, opposées à la consommation d'alcool. Les arguments des suffragistes étaient à la fois universalistes et essentialistes. elles avançaient notamment que les femmes disposaient de vertus particulières qui serviraient le pays, notamment le pacifisme. Le droit de vote est aussi entendu chez les progressistes, majoritaires, comme un moyen de favoriser les réformes sociales. c'est pour cela qu'on retrouve chez les suffragistes de grandes réformistes comme Jane Addams, fondatrice d'une œuvre sociale à Chicago.
L'État mormon du Deseret (1847-1850), qui deviendra l'Utah en 1850, en donnant le droit de vote aux femmes, fait exception pour l'époque.
Ce n'est qu'en 1848, lors de la Convention de Seneca Falls, que commenceront les débats qui marqueront l’acte de naissance du mouvement pour le droit des femmes aux États-Unis, convention à l'issue de laquelle sera votée une « Déclaration de sentiments » dans laquelle figurera la revendication du droit de vote des femmes. elle est rédigée sur le modèle de la Déclaration d'indépendance. Défendue par un nombre encore limité de militantes, elle ne donne pas immédiatement lieu à la création d’organisations de défense spécifiques. À l’issue d’une campagne pétitionnaire qui a réuni la signature de plusieurs dizaines de milliers de personnes, Elisabeth Cady Stanton défend bien en 1854 devant le Congrès de l’État de New York une plate-forme revendicative dont le droit de vote des femmes est le pivot. Mais c’est à l’issue de la guerre de Sécession, alors que la question de la définition de la citoyenneté s’impose dans le débat public, que se constituent les premières associations suffragistes.
Le front commun entre féministes et antiesclavagistes s’effrite progressivement pendant cette période. Alors que se profile l’adoption d’un XVe amendement qui consacrerait le droit de vote des Noirs de sexe masculin, une partie des féministes souhaiterait y voir associées les femmes, qu’elles estiment laissées pour compte par les leaders masculins du mouvement. Deux organisations rivales naissent en 1869 des désaccords survenus au sein de l’American Equal Rights Association. En 1869, Susan B. Anthony et Elizabeth Cady Stanton constituent la National Woman's Suffrage Association qui milite pour un amendement à la Constitution qui garantirait le vote des femmes et qui soutiendra, à l'élection présidentielle de 1872, la candidature de Victoria Woodhull. Ses revendications qui dépassent le cadre des droits politiques s’inspirent du texte élaboré lors de la Convention de Seneca Falls. L’organisation rivale- l’American Woman Suffrage Association créée par Lucy Stone et son mari Henry Blackwell – est plus modérée et préfère concentrer son action sur le seul droit de vote, délaissant le niveau fédéral pour agir au niveau des États.

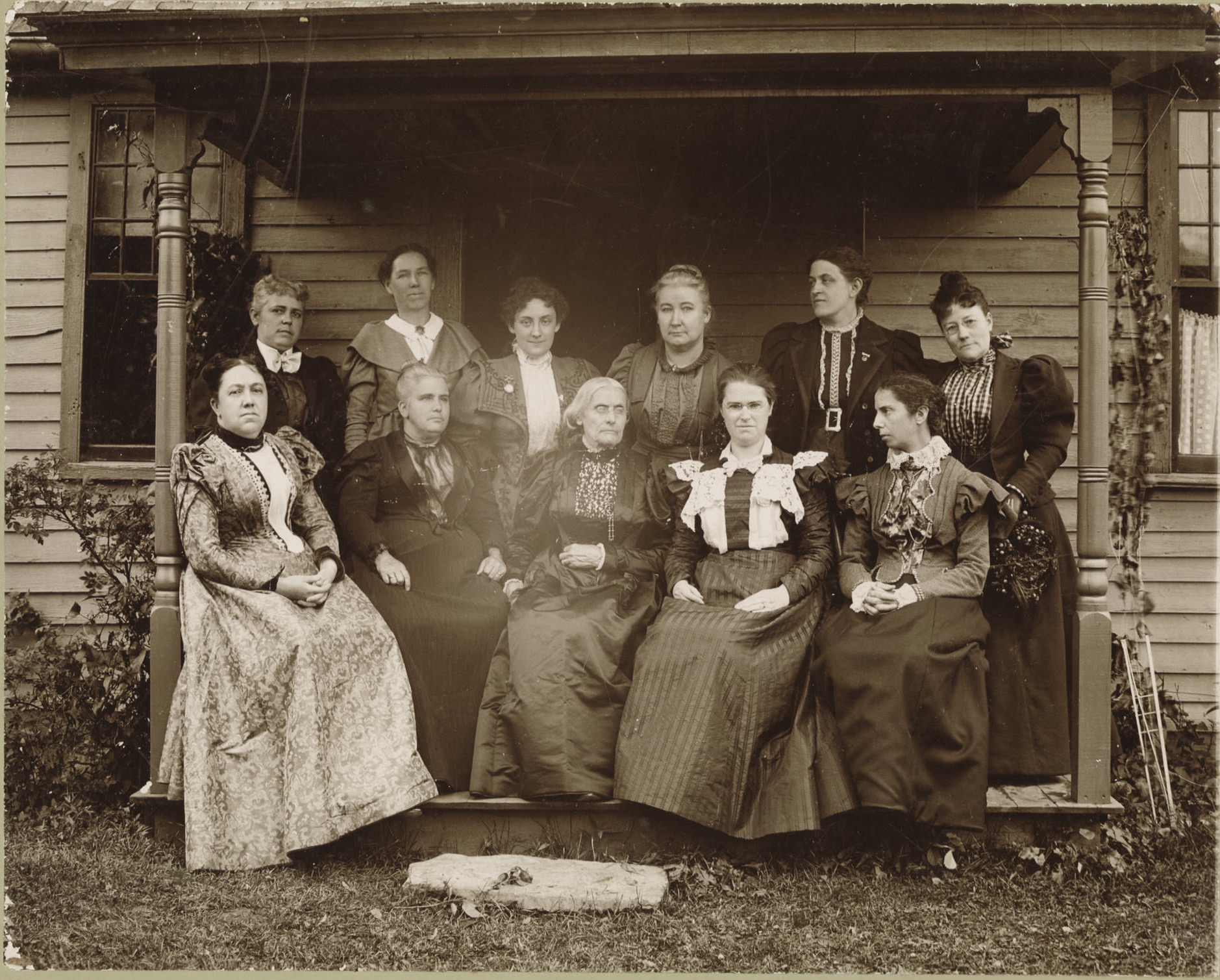
Susan B. Anthony (au centre) et d'autres cadres du mouvement féministe en 1896.

En 1890, les deux associations finissent par se regrouper dans la National American Woman Suffrage Association (NAWSA). Le débat n’en reste pas moins vif concernant la stratégie à adopter. La pression exercée sur le Congrès par la NAWSA a permis de soumettre au vote un amendement qui a été rejeté par le Sénat en 1887. Même en cas de succès devant les représentants, cette procédure reste hasardeuse car elle implique, une fois l'amendement voté, une ratification État par État. L’action menée au niveau de chaque État n’a eu jusque-là qu’une efficacité limitée. Certes, elle a permis au mouvement d’étendre son influence et de quadriller le territoire en donnant à chacune de ses composantes locales un objectif bien délimité. Mais de 1870 à 1910, à l’issue des 480 campagnes organisées pour obtenir l’organisation de référendum locaux, dix-sept se sont tenus dans les différents États américains, dont deux seulement ont abouti à une victoire pour le droit de vote des femmes. En 1908 est créé le Women's Rights Day.
Au tournant du siècle, plusieurs États autorisent cependant déjà le suffrage féminin. Situés dans l'Ouest du pays, désireux d'attirer des migrantes, marqués « par une société plus ouverte et plus mobile » comme le note l'historien Pap Ndiaye, ceux-ci s'opposent à la côte Est, plus conservatrice. On peut citer le Wyoming en 1870, le Colorado et l'Idaho dans les années 1890, puis la Californie, l'Oregon et le Kansas en 1910.

#### Début duXXesiècle
Le passage au XXe siècle est le temps d'un constat sur les avancées dans les droits des femmes : la plupart des États accordent plus de droits aux femmes (vie publique, mariage, propriétés, éducation…) le droit de vote ne restant cependant effectif que dans une minorité d'États. L'élection présidentielle de 1912 est la première du genre : les femmes participent de manière importante aux campagnes et, pour la première fois, quatre millions de femmes votent dans neuf États de l'Ouest pour un scrutin présidentiel. Reconnaissant l'aide de certaines militantes, le président Wilson nomme un nombre important (pour l'époque) de femmes dans son administration. L'arrivée de la Première Guerre mondiale va stopper quelque peu le mouvement de droit de vote des femmes, qui reprend pleinement dès 1916, mené par Carrie Chapman Catt, présidente du NAWSA de 1900 à 1904 puis de 1915 à 1920. Elle relance l'offensive avec une nouvelle stratégie : le « Winning Plan » (« Plan de la victoire »). Cette nouvelle stratégie vise à combattre sur deux front distincts : au niveau des États, et notamment dans le Sud, et au niveau du gouvernement fédéral. Cette nouvelle stratégie est adoptée par le NAWSA en 1916. Afin de rassembler les électeurs, Carrie Catt abandonne plusieurs de ses valeurs : le pacifisme (au milieu de la Première Guerre mondiale pour le patriotisme), le combat pour l'égalité des droits entre blancs et Noirs (afin de gagner des voix dans le Sud) et les mouvements radicaux féministes comme le National Woman Party. Certaines féministes pacifistes font scission, organisant en 1915 autour de Jane Addams le Comité international des femmes la paix permanente.

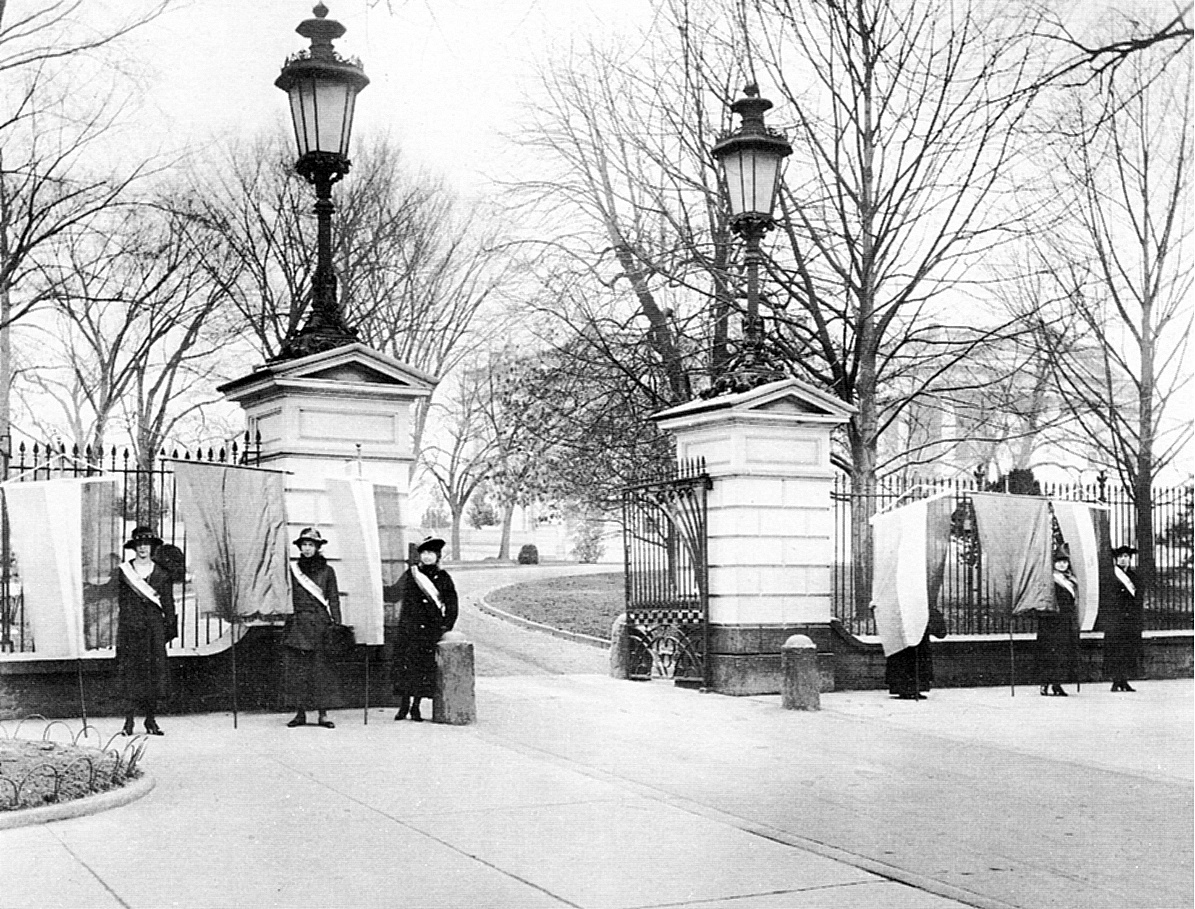
Suffragettes menant un piquet le long des grilles de la Maison-Blanche, janvier 1917.

Face aux lobbys anti-féministes (notamment celui de l'alcool) qui souhaite maintenir le statu quo, les suffragistes continuent de se mobiliser. Elles organisent par exemple des manifestations devant la Maison-Blanche ou mènent des grèves de la faim. L'emploi féminin qui se développe après l'entrée en guerre des États-Unis en 1917 constitue un nouveau levier de réclamation.
Le 30 septembre 1918, le président Wilson s'adresse au Congrès lors du vote de l'amendement garantissant le droit de vote des femmes. Celui-ci est rejeté de deux voix. Finalement le 21 mai 1919 ce même amendement (appelé 19e amendement) est voté à la Chambre des représentants, et recueille les deux tiers des voix nécessaires, fruit du travail intense de Carrie Catt et de son Winning Plan. Il passe ensuite au Sénat et est approuvé le 4 juin 1919. S'ensuit un long processus de ratification, État par État, où les opposants au suffrage féminin tentent une dernière fois d'empêcher le processus, en vain. Le 26 août 1920, après la ratification par l'État du Tennessee, le secrétaire d'État Bainbridge Colby promulgue le 19e amendement de la Constitution américaine, garantissant le droit de vote aux femmes.
À noter pour le droit de vote des femmes issues des minorités : bien que le XVe amendement (1869) accorde formellement le droit de vote aux esclaves Afro-Américains affranchis (uniquement pour les hommes jusqu'à l'obtention du droit de vote pour les femmes), il faudra attendre le Voting Rights Act (1965) pour que celui-ci ne soit plus nulle part entravé. Les Amérindiens des deux sexes obtiennent la citoyenneté en 1924, avec l'Indian Citizenship Act. cependant, la loi ne leur octroie pas automatiquement le droit de vote et plusieurs États refusent de l'appliquer jusqu'en 1948. À noter enfin la loi d'exclusion des Chinois de 1882, abolie en 1943 pour les Sino-Américains.

### France

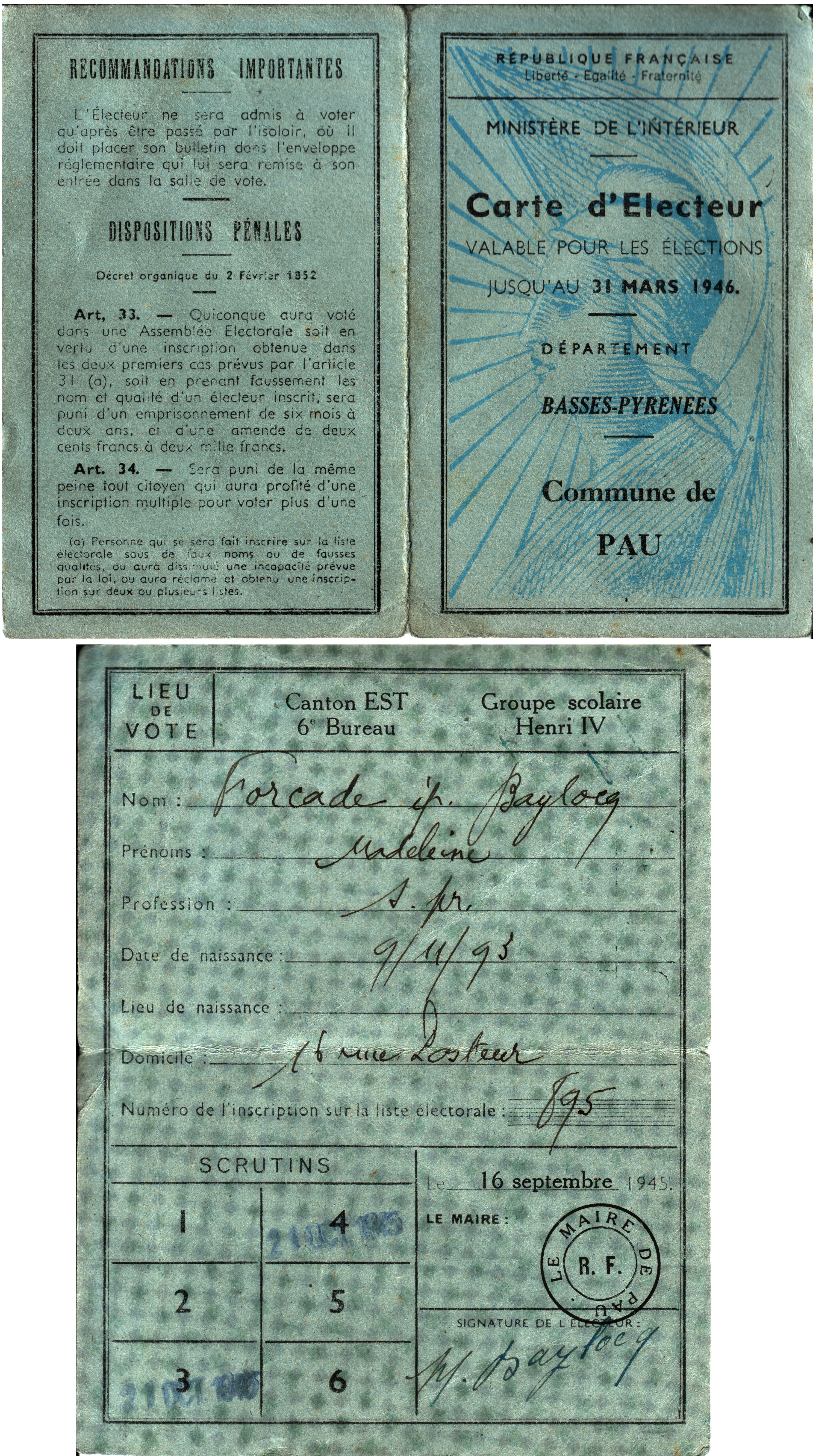
Carte d'électeur française de septembre 1945. Carte utilisée par une femme le 21 octobre 1945 pour le second vote des femmes lors des élections à l’Assemblée constituante.

En France, alors que les hommes obtiennent le droit de vote « universel » en 1848, les femmes devront attendre 1944 pour l'obtenir et 1945 pour l’exercer pour la première fois,.

#### De l'Ancien régime à la Révolution
Selon l’historienne Régine Pernoud, lorsqu'il y avait vote au Moyen Âge (comme les États généraux, ou certains conseils communaux), les femmes votaient autant que les hommes. Cependant, ce droit a été supprimé par un décret du Parlement en 1498[source insuffisante].
Dès les premiers États généraux convoqués par Philippe le Bel en 1302 jusqu'aux États généraux de 1789 où elles furent contraintes de se faire représenter par un homme (noble ou clergé), les femmes nobles propriétaires de fief et les mères abbesses étaient convoquées pour élire leurs représentants,.
Les femmes légalement déclarées chefs de famille (veuves, célibataires ou en cas d’absence du mari) ont le droit de vote dans les assemblées urbaines ou les communes rurales. En 1789, la Révolution supprime ce droit,.
Sous la Révolution, à la suite du discours de l'abbé Sieyès du 20-21 juillet 1789, distinguant entre citoyens « actifs » et « passifs », les femmes sont classées dans cette seconde catégorie, comme les enfants, les domestiques et tous ceux ne pouvant s'acquitter d'un cens électoral.
Malgré l'appel de Condorcet, qui, en 1788, se prononce pour le vote féminin dans Les Lettres d'un bourgeois de New Haven puis dans le Journal de la Société et, en 1790, dans De l’admission des femmes au droit de cité, les femmes sont officiellement exclues du droit de vote par l'Assemblée nationale le 22 décembre 1789. Cette exclusion est maintenue par la Constitution de 1791 puis par un vote de la Convention nationale le 24 juillet 1793, quelques mois avant l'exécution d'Olympe de Gouges, auteure de la Déclaration des droits de la femme et de la citoyenne en 1791.

#### DuXIXesiècleà 1944

##### Chronologie
(août 2025).

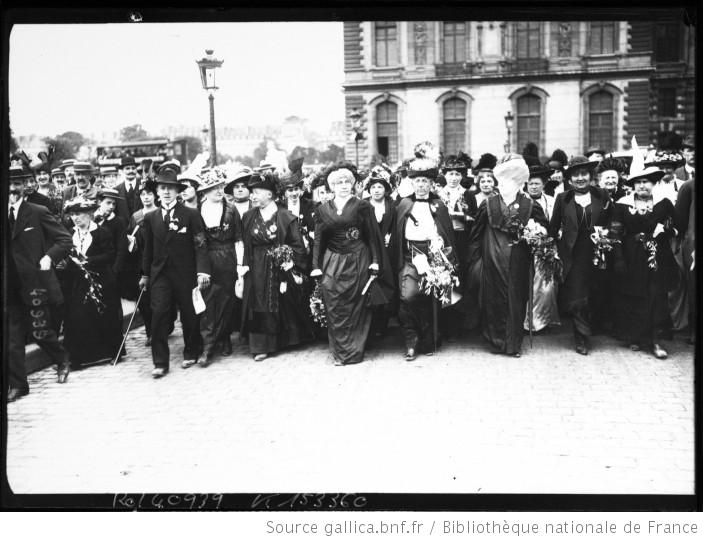
Manifestation des suffragettes, en présence de Séverine, en tête du cortège.

- Dans la première moitié du XIXe siècle le saint-simonisme milite pour le droit de vote des femmes. Le fouriérisme également, même s'il ne prend pas explicitement position sur ce sujet[100]. Cependant la plupart des femmes qui s'impliquent dans ces mouvements et que la cause féministe naissante interpellent les quittent, les trouvant trop tièdes sur ce sujet. C'est le cas de Eugénie Niboyet ou de Jeanne Deroin.
- En 1848, le club La Voix des femmes cherche à « rendre visible l'illogisme de la mise à l'écart des femmes dans le domaine politique »[101] en encourageant une candidature de George Sand aux élections législatives. Cette dernière se désolidarise de cette initiative. En 1849, Jeanne Deroin mène campagne et tente de se présenter aux élections législatives. Elle réussit à rendre son combat public mais sa candidature n'est pas acceptée[102].
- Hubertine Auclert fonde en 1876 le premier groupe suffragiste français : la société le Droit des femmes. Parmi ses revendications, on trouve celle d'une égalité politique entre les hommes et les femmes. Interventions publiques, tribunes dans les journaux, manifestations, pétitions, tentatives d'inscriptions sur les listes électorales donnent une audience à ce combat et font d'Hubertine Auclert une figure publique importante de l'époque. Son action est décriée mais elle fait figure de pionnière pour les féministes à venir.
- En décembre 1881, Léonie Rouzade, affiliée au Cercle d'étude socialiste, se présente lors des élections municipales partielles dans le 12e arrondissement de Paris. Les autorités ne réagissent pas à sa candidature et n'interdisent pas le décompte des voix se portant sur son nom. Elle n'est toutefois pas élue. De 1885 à 1893, d'autres campagnes suffragistes, soutenues notamment par la Fédération républicaine-socialiste, aboutissent à la candidature de femmes à différentes élections municipales. Ce sont les campagnes de 1885 qui rencontrent le plus d'écho, avec notamment la candidature de Louise Barberousse à Paris (des personnalités à la plus grande notoriété, comme la journaliste Séverine, avaient été sollicitées mais sans succès)[103].
- Lors du troisième Congrès féministe mondial, organisé à Paris en avril 1896, les principales associations féministes françaises s'accordent pour la première fois sur l'opportunité d'accorder le droit de vote aux femmes. Le congrès catholique féminin de 1900 (qui refuse encore de se désigner comme féministe) se concentre quant à lui sur la question des droits civils et ne prend pas encore partie pour le droit de vote des femmes. Parallèlement, à cette période, un suffragisme plus modéré commence à émerger[104].
- Bien que leur rôle politique est encore dénié à cette période, c'est en 1907 que les femmes sont pour la toute première fois de leur histoire appelées aux urnes au conseil des Prudh'hommes ; c'est ainsi la première élection à laquelle elles vont participer (de facto cantonnées au domaine du droit privé). En 1908, un arrêté du 15 novembre instaure que les femmes sont désormais éligibles (Clémence Jusselin fut la première conseillère prud'homale élue, le 30 novembre 1908).
- Lors de la première décennie du XXe siècle, l'idée suffragiste s'étend au sein de pans plus larges de la société française. Ainsi, en 1906, le Conseil national des femmes françaises se rallie officiellement à cette doctrine. Il crée une section « suffrage » dont il donne la charge à Hubertine Auclert. Cette dernière poursuit un militantisme très actif au sein d'une nouvelle association créée en 1900, le Suffrage des femmes. Le féminisme catholique prend peu à peu partie, lui aussi, pour le vote des femmes. L'idée se popularise au-delà des milieux féministes et elle s'inscrit dans un vaste mouvement de démocratisation. Ces évolutions se traduisent au Parlement, principalement par la proposition de loi de Paul Dussaussoy en 1906, qui demande que les femmes puissent s'exprimer « dans les élections aux conseils municipaux, aux conseils d'arrondissement et aux conseils généraux ». Un droit de vote encore timide, limité aux élections locales. Après le décès de Paul Dussaussoy le 16 juillet 1909, le groupe pour la défense des droits des femmes prend la relève et la commission du suffrage universel dépose ensuite le rapport de Ferdinand Buisson, l'un des fondateurs de la Ligue des droits de l'Homme, favorable à la réforme. Mais le Sénat s'oppose à son adoption malgré des dépôts à chaque législature. Le Sénat fera d'ailleurs systématiquement obstacle pendant des décennies[105]. La commission du suffrage universel de la Chambre des députés, dont le rapporteur est Ferdinand Buisson, donne un avis favorable à cette proposition en 1909. Il faudra toutefois attendre 1919 pour qu'elle soit votée par la Chambre des députés[106].
- Le 26 avril 1914, jour du premier tour des élections législatives, le quotidien national Le Journal et des mouvements suffragistes organisent un référendum officieux auprès des femmes. Ce « référendum » doit permettre de connaitre le positionnement des Françaises au sujet du droit de vote. À la question : « Mesdames, Mesdemoiselles, désirez-vous voter un jour ? », environ 506 000 bulletins « Je désire voter » répondent à ce plébiscite contre seulement un peu plus d'une centaine d'avis défavorables[107],[108],[78].
- Le 5 juillet 1914, au moins 2 400 « suffragettes » manifestent à Paris à l'instigation de la journaliste Séverine[108],[78].
- Le 15 juillet 1919, le pape Benoît XV se prononce officiellement pour le vote des femmes[109].

À plusieurs reprises, de 1919 à 1940, des propositions de loi en faveur du vote des femmes sont votées par la Chambre des députés, avant que le Sénat ne les rejette, soit en repoussant indéfiniment leur examen, soit en s'y opposant par le vote. Ces différentes propositions de loi visent selon les cas à octroyer le suffrage « intégral », pour toutes les élections, ou le suffrage « partiel », pour les seules élections locales.
- 20 mai 1919: vote en faveur d'une proposition de loi pour le suffrage intégral des femmes par 344 voix contre 97[110].
- 21 novembre 1922 : trois ans et demi après son vote à la Chambre, la proposition est rejetée au Sénat par 156 voix contre 134[111].
- 7 avril 1925 : la Chambre des députés adopte par 390 voix contre 183 une proposition de loi en faveur du suffrage des femmes lors des élections municipales et cantonales[112].
- 3 mai 1925, quelques jours après l'adoption de la proposition de loi, de nombreuses femmes sont élues aux élections municipales. En effet le Parti communiste français est le 1er parti français à présenter des femmes en position éligibles pour les municipales (second tour le 10 mai 1925)[113]. Leurs élections sont annulées par les préfets, et leurs recours sont rejetés par les conseils préfectoraux puis par le Conseil d'État, par arrêt du 29 janvier 1926 : « Vu la loi du 5 avril 1884 (…) aucune disposition ne déclare les femmes éligibles aux élections municipales », c'est-à-dire que la loi ne l'autorise pas explicitement[114]. Le 5 février 1926 le Conseil d'État rappelle encore que « Vu les lois du 5 avril 1884 et du 29 juillet 1913 » lorsqu'un nom inéligible est inscrit sur un bulletin de vote lors d'un scrutin de liste, les votes restent valables pour la liste. Pourtant, le 12 février 1926, le Conseil d'Etat réaffirme le principe : « Absence de disposition législative l'interdisant » (lorsqu'un maire nomme son parent au bureau municipal, « aucune disposition de loi n'interdit aux parents ou alliés de siéger ensemble »), c'est-à-dire que tout ce qui n'est pas interdit est permis[115],[116]. Joséphine Pencalet est une des élues de 1925.
- 12 juillet 1927 : résolution de la Chambre des députés « invitant le Gouvernement à hâter, devant le Sénat, la discussion du projet de loi voté par la Chambre des députés concernant le suffrage des femmes aux élections municipales » (396 voix contre 94)[117].
- 13 décembre 1928 : nouvelle résolution de la Chambre des députés[112].
- 19 juin 1928, 21 mars 1929, 26 juin 1931 : refus par trois fois du Sénat de mettre la question du vote des femmes à l'ordre du jour[118].
- mars 1935 : à la suite d'un amendement de Bracke, le droit de vote des femmes est adopté par l'assemblée nationale mais une fois encore bloqué par le Sénat[119].
- 1936 : en juillet, la Chambre des députés se prononce à l'unanimité pour le suffrage des femmes (475 contre 0), mais le texte n'est jamais inscrit à l'ordre du jour du Sénat[120]. Le Front populaire nomme trois femmes sous-secrétaires d’État : Suzanne Lacore, Irène Joliot-Curie et Cécile Brunschvicg[121].

##### Défiance des radicaux
Le Sénat constitue le principal point de blocage institutionnel à l'adoption de la mesure. Traditionnellement plus conservateur que la Chambre des députés, il est dominé par le parti radical. Les radicaux du Sénat diffèrent cependant sensiblement de leurs homologues de la Chambre basse qui se prononcent en faveur de la proposition : plus âgés en moyenne, ils se recrutent principalement dans l'aile droite du parti. Le revirement de certains d'entre eux qui, passés de la Chambre au Sénat, se montrent défavorables à une mesure pour laquelle ils avaient voté quelques années plus tôt, laisse cependant planer le doute sur la volonté réelle des radicaux d'adopter la mesure. Leur vote à la Chambre fournit à peu de frais un gage de bonne volonté aux féministes, dont plusieurs des dirigeantes, comme Cécile Brunschvicg, leur sont affiliées. il n'engage cependant que faiblement le parti qui sait pouvoir compter sur l'opposition du Sénat pour bloquer la procédure. Le refus des différents gouvernements de la période d'exercer un rappel à l'ordre aux sénateurs, et ce malgré les demandes répétées des partisans du vote des femmes, confirme le peu d'empressement du pouvoir politique de voir aboutir le processus législatif.
Si le parti radical rechigne à s'engager fermement en faveur du vote des femmes, c'est en raison des doutes qu'il émet sur leur autonomie vis-à-vis de l'Église, dont l'emprise ne manquera pas selon lui de faire pencher le vote féminin en faveur des candidats de la droite, voire en faveur des forces hostiles au régime. L'anticléricalisme maçonnique, principal ciment d'une formation politique aux positions par ailleurs assez disparates, rejaillit ainsi indirectement sur les femmes, perçues comme des individus sous influence, et non comme des citoyennes autonomes. Nourris des luttes fondatrices du régime, les radicaux agitent le spectre d'une République encore fragile, mise en danger par l'élargissement du corps électoral à une population dont la maturité politique et le dévouement républicain lui paraissent douteux.
Le soutien manifesté par le pape au vote des femmes à partir de 1919 renforce encore dans l'esprit des radicaux l'idée que l'Église catholique tente, par l'entremise des femmes, de regagner sur la société une influence en voie d'effritement. Si elle lance dans la campagne en faveur du vote plusieurs organisations féminines catholiques, l'annonce du pape joue en défaveur de la mesure au sein des élites laïques de la République. L'argument d'un régime menacé trouve une force nouvelle dans la crise du 6 février 1934. En mettant au jour l'hostilité et les capacités d'action des ennemis de la République, elle éloigne encore un peu plus, dans l'esprit des radicaux, l'échéance du droit de vote des femmes.

##### Action des féministes
Organisé en plusieurs associations, de taille parfois importante, le mouvement « suffragiste » français n'atteint cependant pas les dimensions de son homologue britannique. Réticent à recourir à l'action directe, il n'adopte pas non plus les méthodes radicales qui ont fait la renommée des « suffragettes » outre-Manche.
Les deux principales organisations d'orientation réformiste qui mènent la lutte pour le droit de vote des femmes sont l'Union française pour le suffrage des femmes (U.F.S.F.), créée à Paris en 1909 et la Ligue française pour le droit des femmes, dirigée par Maria Vérone. Ces deux grandes fédérations féministes, composées pour l'essentiel de femmes issues de la bourgeoisie parisienne, cherchent à étendre le réseau de leurs soutiens au sein des organisations politiques masculines mais surtout en province où leur implantation est moins importante. Les meetings, organisés dans les mairies ou les écoles, sont le principal instrument de cette propagande qui touche en majorité les classes moyennes et supérieures, ainsi que notables locaux. Les conférencières se recrutent pour l'essentiel parmi les avocates, déjà familières de la prise de parole en public. Les plus inexpérimentées se forment via des ateliers qui enseignent la technique de l'art oratoire et affinent la rhétorique suffragiste. Certaines considèrent que ces modes d'action sont insuffisants pour toucher un public plus large, qui n'a pas accès aux « idées nouvelles » concernant les femmes. C'est ainsi que Marthe Bray organise en 1926 un tour de France suffragiste qui vise « le public des marchés, des fermes, des petits pays, des humbles en un mot ».
Les féministes réformistes cherchent à imposer le thème du vote des femmes sur l'agenda politique, cultivant les relations qu'elles ont pu nouer avec les hommes qui soutiennent leur cause dans les partis politiques. Les élections sont l'occasion de faire valoir leur point de vue. En 1919, elles réussissent à obtenir un accord de principe de l'ensemble des partis sur le suffrage féminin, à l'exception de l'Action française. Accord qui restera lettre morte. Certaines organisations, comme le Conseil national des femmes françaises en 1925, mènent campagne de manière fictive en présentant des candidates aux élections municipales. D'autres militantes, comme Jane Némo à Paris, utilisent des hommes de paille pour se présenter indirectement aux élections et prendre place dans les réunions électorales. Les moyens dont disposent les grandes fédérations leur permettent de mener des campagnes de grande ampleur : pour les élections municipales de 1929, l'UFSF distribue ainsi deux millions de tracts et 50 000 affiches sur l'ensemble du territoire.
Les manifestations de rue ne sont envisagées qu'avec circonspection et n'atteignent jamais des proportions en mesure de troubler l'ordre public. Parfois, les militantes manifestent en voiture ou sur des chars, en brandissant des pancartes. Ces modes d'action déclenchent la réaction immédiate des autorités qui s'opposent à la tenue des manifestations et procèdent régulièrement à des arrestations. Ces manifestations sont en outre vivement critiquées par les antiféministes comme Théodore Joran ou Marthe Borély.
L'immobilisme du Sénat provoque les réactions les plus audacieuses. Les troubles se multiplient pendant l'année 1928 où la chambre haute refuse d'examiner la proposition de loi votée par l'Assemblée nationale. Des militantes portant pancartes, dont le nombre excède cependant rarement la dizaine, font le pied de grue dans le jardin du Luxembourg à chaque nouvelle séance. elles sont régulièrement arrêtées et conduites au poste de police. En 1932, Jane Valbot interrompt à deux reprises, en janvier et en février, une séance du Sénat en lançant des tracts dans l'arène et en s'enchaînant à l'un des bancs. En 1934, la journaliste Louise Weiss tente de renouveler le répertoire d'action féministe en s'inspirant des suffragettes britanniques. Sa marque de fabrique est l'action d'éclat à destination de la presse, lors des grands événements sportifs ou des élections. Mais son engagement est de courte durée : en juillet 1936, elle se retire de la « scène suffragiste ».
Les arguments issus de l'universalisme républicain, élaborés de longue date et déjà ressassés avant 1914, continuent de constituer le fond commun du discours suffragiste. Ils s'appuient sur la tradition républicaine et les droits de l'homme pour justifier l'avènement d'un suffrage « véritablement universel » qui n'exclurait pas la moitié de l'humanité des droits politiques. Les arguments de nature différentialiste gagnent toutefois du terrain pendant cette période. Est ainsi avancée l'idée que les femmes, en votant, seront en mesure de faire valoir leur point de vue et les qualités qui leur sont traditionnellement attribuées pour améliorer le fonctionnement des institutions, soit en les moralisant, soit en portant l'attention sur les « problèmes d'éducation, d'hygiène, de santé physique et morale, d'habitation… ».

#### Seconde Guerre mondiale, Résistance et droit de vote des femmes en France
La Seconde Guerre mondiale constitue une accélération du débat sur le suffrage des femmes en France. C'est au sein de la Résistance française que se déroule, entre 1942 et 1944, un débat entre les différents représentants des mouvements, syndicats, associations et des partis clandestins qui la composent. Le coup d'envoi du débat est donné par le Général de Gaulle en 1942 lorsque, après avoir reçu à Londres pour la première fois un représentant des mouvements de la Résistance intérieure, Christian Pineau, il propose à ces derniers une première ébauche de projet politique. Ce document, appelé Déclaration aux journaux clandestins contient la proposition de donner le droit de vote aux femmes mais la mesure reste floue. Y est affirmé en effet que : « dès l’ennemi chassé du territoire, les hommes et les femmes de chez nous éliront l’Assemblée Nationale qui décidera souverainement aux destinées de la Nation ».
Dans un second temps, les premières institutions résistantes entament le débat sur la proposition du chef de la France Libre. Au sein du Conseil national de la Résistance, l'opposition du représentant des radicaux résistants Paul Bastid empêche une prise de décision. Le CNR fonctionnait en effet sur la règle de l'unanimité de ses membres pour adopter une proposition. Dès lors que l'un des membres, en l’occurrence Bastid, menaçait de quitter l'organisation si le droit de vote des femmes était adopté, le CNR ne pouvait plus s'emparer de la question.
Dans le même temps, le PCF fait du droit de vote des femmes l'un des piliers de sa propagande politique. La Libération de la Corse entre septembre et octobre 1943 s'accompagne de l'organisation, par les communistes, d'élections municipales à mains levées où les femmes votent mais sont aussi élues, bien que cette élection n'entre dans aucun cadre légal précis. C'est le cas de Renée Pagès-Perini. Il faut attendre la mise en place d'une institution, l'Assemblée consultative d'Alger, plus large dans sa composition et basée sur la règle majoritaire, pour voir de le droit de vote des femmes accordé.
Dans les colonies, les femmes l'ont eu bien après 1944. Jusqu'en 1958, les femmes « autochtones » d'Algérie (c'est-à-dire les Algériennes qui étaient considérées comme ayant un statut de musulman ou les « non-Européennes ») n'ont pas le droit de vote. Charles de Gaulle le leur accorde en juillet 1958 au moment du référendum qui institue le Ve République, en espérant que le vote des femmes en Algérie va faire basculer l'opinion alors que les nationalistes (le FLN) préconisent l'abstention.
Sur le moment même, l'obtention du droit de vote des femmes n'était pas considéré comme un événement. Dans le Canard enchaîné de cette époque, plusieurs caricatures étaient très anti-vote féminin. Il y avait toute une série de caricatures où les femmes étaient représentées en prostituées, qui disaient « viens, je vais te faire voir ma carte d'électeur », ou bien des femmes avec des curés disant « c'est là qu'on dévote ». Il n'y a pas du tout un accueil enthousiaste de cette nouvelle mesure. Dans la première assemblée de 1946, une partie des femmes élues l'ont été en tant que « femmes de » ou « veuves de », c'est-à-dire des femmes ou des veuves de résistants mais pas en tant qu'individu femme.

#### De la Libération à laVeRépublique

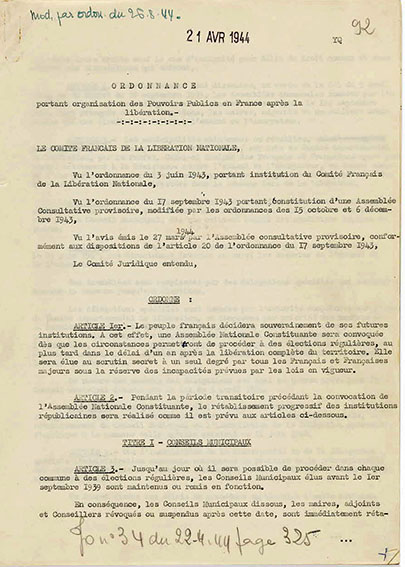
Ordonnance portant organisation des pouvoirs publics en France après la Libération, 21 avril 1944. Archives nationales A//1902.

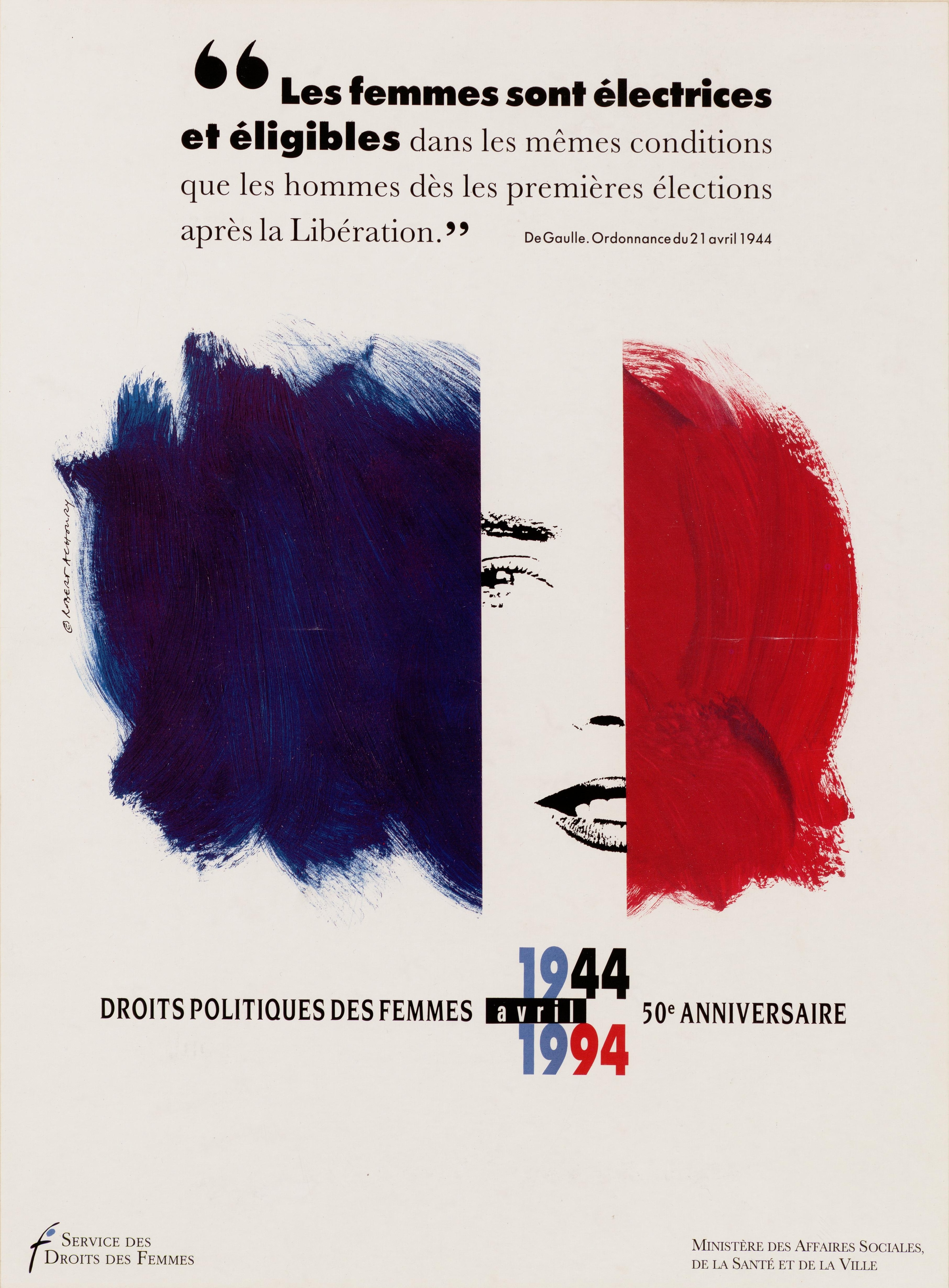
Cinquantième anniversaire de l'obtention du droit de vote des femmes en France métropolitaine.

- Dans son article 21[139], le projet de constitution du 30 janvier 1944 du maréchal Pétain dispose que « sont électeurs aux assemblées nationales les Français et Françaises nés de père français », les femmes n'étant pas éligibles. Le même article 21 instaure toutefois le vote familial « sur la base suivante : le père ou, éventuellement, la mère, chef de famille de trois enfants et plus, a droit à un double suffrage. » Ainsi à l'échelle de la nation, le poids du vote des femmes (et de certains hommes) avait moins de poids que le vote des pères de familles nombreuses — et des rares mères de familles nombreuses qui étaient « chef de famille ».
- Le 21 avril 1944, le droit de vote est accordé aux femmes en Métropole par une ordonnance (après un amendement du communiste Fernand Grenier[140]) du Comité français de la Libération nationale, signée par Charles de Gaulle depuis Alger. Le droit de vote des femmes est confirmé par l’ordonnance du 5 octobre sous le Gouvernement provisoire de la République française. Il est utilisé le 29 avril 1945 pour les élections municipales, puis en octobre pour les élections à l’Assemblée constituante[141].
- Le droit de vote des femmes hors de la Métropole est accordé ultérieurement, par l'ordonnance du 20 novembre 1944 (Martinique, Guadeloupe, Réunion)[142], le décret du 19 février 1945 (Guyane et Madagascar) et le décret du 6 juin 1945 (citoyennes françaises du Sénégal)[143].
- En Algérie, la loi du 20 septembre 1947, le statut organique de l'Algérie, dispose dans son article 4 que « les femmes d'origine musulmane jouissent du droit de vote », mais précise qu'une « décision de l'Assemblée algérienne […] fixera les modalités de l'exercice du droit de vote ». L'Assemblée, élue en avril 1948, et renouvelée en février 1951 et janvier-février 1954, chaque fois par des élections truquées, n'a jamais rien fait. En juillet 1958, le général de Gaulle impose le suffrage universel en Algérie, en établissant par décret le droit de vote de plus d'un million de femmes musulmanes d'Algérie[144],[145].
- Dès les premières élections, le Parti communiste français, conscient des enjeux que représentent les voix féminines, cherche à contrer l’influence des organisations catholiques en adoptant un discours nouveau en direction des femmes[146].
- Plusieurs femmes sont devenues maires avant les élections de 1945 :
  - En 1941, sous Vichy, alors que légalement les femmes n'étaient pourtant pas éligibles et que les maires était nommés et non plus élus, Louisa Mariello devient la première femme maire d'une commune française, à Macouba en Martinique, nommée par l'amiral Robert, haut-commissaire du régime de Vichy[147],[148].
  - En 1943, Marie-Rose Bouchemousse, docteure en philosophie est désignée, maire de Vigeois par le sous-préfet de Brive en remplacement d'un maire démissionnaire pour raison de santé. Elle fut remplacée dès 1944 par un maire communiste au moment de la Libération. Elle devient ainsi la première femme maire de France métropolitaine.
  - En 1944, Élise Cagniard, agricultrice, entre au conseil municipal de Périers-sur-le-Dan (Calvados), où elle est élue maire sur décision du préfet Pierre Daure et sur le vote de quatre conseillers municipaux remplaçant des membres suspendus. Elle devient ainsi le 18 novembre 1944 la première femme maire de la France libérée, en application de l'ordonnance du Gouvernement provisoire en date du 5 octobre 1944 sur le droit de vote et l’éligibilité des femmes[149]. Elle est confirmée lors des élections générales du 29 avril 1945.
  - 1945, trois mois avant les municipales, Josette Guénin, 31 ans, est élue, le 21 janvier, maire de sa commune de Haute-Marne (Villars-Montroyer) en remplacement de son mari, mort pour la France le 25 juillet 1944 (registre des délibérations de la commune de Villars-Montroyer).
  - Lors des élections municipales du 29 avril 1945, Odette Roux, 28 ans, de la liste d’Union pour la résistance antifasciste aux élections municipales, est élue maire des Sables-d'Olonne par le nouveau conseil municipal et devient la première femme à administrer une ville de cette importance en France. Dès cette première consultation, d'autres femmes deviennent maire de leur commune, comme Jeanne Palanque à Uzès. Certaines étaient aussi très jeunes, beaucoup issues de la Résistance et du Parti communiste, comme Pierrette Petitot, maire de Villetaneuse, en région parisienne jusqu'en 1977. Dans la petite commune d'Echigey (Côte-d'Or), la maire et tous les membres du conseil sont des femmes. Mais ces cas restent anecdotiques. On estime à 3 % le nombre de femmes conseillères municipales en 1945. Neuf font leur entrée au Conseil de Paris, sur 90 élus[150].
- En octobre 1945, les femmes votent pour leurs premières législatives : 33 d'entre elles entrent à l'Assemblée, sur 586 députés.
- 1947 : Germaine Poinso-Chapuis (MRP) devient la première femme nommée ministre de plein exercice (Ministre de la santé publique et de la famille).
- 1953 : Jeanne Moirod (1905-1997), résistante trotskiste[151], est nommée maire d'Oyonnax[152] par délégation de mars à mai 1953[153].
- En 1958, le droit de vote est accordé aux « femmes de statut civil local », en Algérie française (décret no 58-568 du 3 juillet 1958)[55],[56].
- 1974 : Arlette Laguiller (LO) est la première femme à se présenter à une élection présidentielle en France.
- 1989 : Catherine Trautmann (PS) devient la première femme maire d’une ville de plus de 100 000 habitants, Strasbourg.
- 1991 : Édith Cresson (PS) devient la première femme nommée Premier ministre, et exerce la fonction pendant un peu moins d'un an.
- 1999 : la constitution intègre le principe de parité, qui permet une loi sur l’égal accès aux fonctions politiques l’année suivante. La loi du 6 juin 2000 sur la parité prévoit une parité totale pour les scrutins de liste (par tranche de six pour les élections municipales) et des sanctions financières aux élections législatives si le nombre de candidats d’un sexe dépasse de 2 % celui de l’autre[154]. Ces pénalités sur la dotation publique aux partis équivalent, en pourcentage, à la moitié de l’écart constaté.
- 2002 : lors des élections législatives, l’UMP est l’organisation la moins paritaire (19,7 % de femmes), ce qui lui vaut une diminution de 30,4 % de sa dotation, soit 4,264 millions d’euros en 2004. Pour l’UDF, ses 19,9 % de candidates lui valent une pénalité de 30 % soit 667 075 euros. Le PS et le PRG (dont l’association de financement est commune) ont alors 34,6 % de candidates et perdent donc 1,651 million d'euros (15,4 %). Avec 43,8 % de candidates, le PCF ne voit ses crédits amputés que de 124 139 euros, soit 6,4 %.
- En 2005, la France figure au 85e rang des pays pour la représentation des femmes au parlement (21e sur 25 en Europe).
- En 2007, Ségolène Royal (PS) devient la première femme à accéder au second tour de l'élection présidentielle française. Après les élections législatives de 2007, la France figure au 58e rang mondial et au 19e rang en Europe pour la représentation des femmes au parlement. Lors des élections sénatoriales de septembre 2008, le pourcentage de sénatrices a progressé de six points, passant de 16 % à 22 %. Le Parlement (Assemblée nationale et Sénat) compte alors près de 20 % d'élues. À l’Assemblée, 107 femmes ont été élues ou réélues, soit 18,5 % du nombre total de députés (contre 12,3 % en 2002), dont 46 élues de droite (45 pour l’UMP, 1 pour le MPF) et 61 élues de gauche (dont 49 PS, 4 PC, 5 PRG, 1 Verte, 2 DVG). Selon un rapport de Marie-Jo Zimmermann, députée (UMP) de Moselle et présidente de la délégation de l’Assemblée aux droits des femmes, « L’UMP et l’UDF préfèrent payer des indemnités que changer leurs habitudes »[réf. nécessaire]. Elle souhaite introduire dans un premier temps des contraintes de parité dans les structures intercommunales[155].
- En 2012, le gouvernement de Jean-Marc Ayrault (PS), Premier ministre de François Hollande, est le premier à respecter intégralement la parité hommes-femmes. Désormais, la France figure au 34e rang mondial et au 9e rang européen des pays pour la représentation des femmes au parlement[réf. nécessaire]. En effet, depuis les élections législatives, l'Assemblée nationale compte 155 femmes députées, soit 27 % des élus, ce qui constitue un progrès par rapport aux législatures antérieures même si la parité n'est pas encore acquise. À la suite des dernières élections sénatoriales de septembre 2011, le pourcentage de sénatrices est en revanche demeuré le même que lors des élections de 2008, soit 22 %. Le Parlement (Assemblée nationale et Sénat regroupés) compte à présent 25 % d'élues.
- En 2014, est votée la loi pour l'égalité réelle entre les femmes et les hommes[156], dont le projet était porté par Najat Vallaud-Belkacem[157], initialement ministre des Droits des femmes au moment de la proposition de loi.
- Le 16 mai 2022, Élisabeth Borne est nommée Première ministre.

### Luxembourg
Contrairement à ses pays voisins, le Luxembourg ne voit apparaître des mouvements d'émancipation des femmes qu’à partir du XXe siècle. Les premières organisations féminines au Luxembourg sont créées en 1906 (« Verein für die Interessen der Frau » et « Luxemburger Katholischer Frauenbund »), avec pour but de s’occuper de la cause des femmes dans le Grand-Duché. Ces organisations traitent principalement des sujets sociaux, salariaux (droit au travail) et d'éducation, mais elles ne s’occupent pas encore de la question du droit de vote.
En revanche, pour le mouvement ouvrier, le droit de vote universel, incluant le droit de vote des femmes, est une question essentielle qu’il revendique dès le début du XXe siècle. Ainsi, l’organisation « Sozialdemokratischer Lese- und Diskutierklub » et le Parti ouvrier social-démocrate réclament le suffrage universel. En 1905, ce dernier introduit même une pétition au parlement au sujet du droit de vote des femmes, mais la requête ne va pas plus loin. Le suffrage universel ne reste que matière de discussion, aucune réelle initiative n’est prise avant la fin de la Première Guerre mondiale.
En 1918 une réforme constitutionnelle est lancée et la question politique des femmes est mise en avant par le parti socialiste. Une nouvelle pétition est adressée au parlement en juin, grâce à l’influence de femmes socialistes comme Jeanne Meyer-Heucké ou encore Marguerite Mongenast-Servais,. Cette réforme constitutionnelle envisage le suffrage universel, proposition à laquelle tous les partis politiques adhèrent. Bien qu’au début, uniquement les socialistes et les conservateurs étaient en faveur du droit de vote des femmes, les autres partis finissent par soutenir la cause, à l’exception des libéraux. Ainsi, le 8 mai 1919, le droit de vote universel est adopté par la Chambre des députés.
Les premières élections parlementaires luxembourgeoises auxquelles les femmes peuvent participer ont lieu en octobre de la même année. Une femme est élue, à savoir Marguerite Thomas-Clement, qui est donc la première députée luxembourgeoise.

### Royaume-Uni
Au Royaume-Uni, un mouvement pour le droit de vote des femmes se développe à partir de 1866, date du dépôt de la première pétition adressée au Parlement pour en faire la requête. le philosophe John Stuart Mill en est le principal relais dans l’enceinte parlementaire. À l’initiative de Barbara Bodichon et Emily Davies, un Women’s suffrage committee est constitué et rapidement décliné en de multiples comités locaux coordonnés nationalement à partir de 1867 par la National society for women’s suffrage. Un mouvement de masse s’organise rapidement. 1 500 lors de la pétition initiale de 1866, les féministes sont capables de réunir 250 000 signataires en 1894.
En 1888, poussé par ses alliés libéraux, le Premier ministre conservateur Robert Arthur Talbot Gascoyne-Cecil fait voter la création des conseils de comtés élus, chargés de l'administration locale. Pour la première fois, certaines femmes (celles qui sont cheffes de famille) peuvent voter, sans toutefois être éligibles. En 1894, les libéraux revenus au pouvoir amplifient cette réforme de décentralisation : des conseils de paroisses sont créés dans chaque localité, de même que des conseils de district urbains et ruraux, où les femmes sont électrices et éligibles. Le vote féminin est ainsi prudemment admis, mais seulement pour les scrutins locaux.
Proche d’aboutir à plusieurs reprises mais bloqué par la frange conservatrice du Parlement, le mouvement se radicalise en 1903 avec la création de la Women's Social and Political Union par Emmeline et Christabel Pankhurst. Ses militantes, désignées sous le nom de « suffragettes », optent pour de nouvelles formes d’action, parfois violentes et illégales (incendies volontaires, bris de vitres, grèves de la faim…). La popularité du mouvement s'accroît encore et en 1908 les organisations suffragistes réunissent 500 000 personnes lors d’une manifestation à Hyde Park. Le 8 juin 1913 à Epsom, Emily Davison, suffragette meurt écrasée en voulant s'approcher du cheval du roi Georges durant la course du Derby d'Epsom. L'évènement attire l'attention des médias.
Le bras de fer engagé avec les autorités dure jusqu’au début de la Première Guerre mondiale. Pendant la guerre des négociations sont ouvertes par le gouvernement Asquith avec les représentantes de la National Union of Women's Suffrage Societies de Millicent Fawcett, qui présente une orientation plus modérée. Elles aboutissent au Representation of the People Act qui autorise en 1918 le vote des femmes de plus de trente ans. En 1928, leur statut, aligné sur celui des hommes, leur permet de voter à l'âge de 21 ans.
En 1918, la comtesse Constance Markiewicz, nationaliste irlandaise alors en prison, est la première femme à être élue députée au Royaume-Uni. Elle n'occupera jamais son siège, et c'est Lady Nancy Astor, du Parti conservateur, qui est la première femme à siéger à la Chambre des Communes, en 1919. En 1929, la travailliste Margaret Bondfield est la première femme à diriger un ministère (celui du Travail).

### Suisse
Le suffrage féminin est introduit le 7 février 1971 au niveau fédéral et s'échelonne entre 1959 et 1990 au niveau cantonal.

### Russie
En mars 1917, la révolution de Février installe le gouvernement provisoire dirigé par Gueorgui Lvov. D'abord rétif aux droits des femmes, il leur accorde tout de même le droit de vote après de nombreuses manifestations de femmes.
En novembre de la même année, le gouvernement provisoire est destitué et la bolchevik Alexandra Kollontaï, nommée commissaire du peuple à l'Assistance publique, devient la première femme de l'histoire contemporaine à être membre d'un gouvernement puis la première ambassadrice en pays étranger de l'histoire contemporaine.

### Vatican
Le Vatican est un micro-État régi par une monarchie élective absolue où seuls les cardinaux ont le droit de vote lors du conclave pour l'élection du pape par le Collège des cardinaux. En 2021, sœur Nathalie Becquart devient la première femme à disposer du droit de vote au Synode des évêques puis en 2023 plusieurs dizaines de femmes.

### Filmographie
- La Française doit voter !, de Fabrice Cazeneuve, 2007, 80 min [présentation en ligne] [PDF]
- Les Suffragettes, de Sarah Gavron, 2015